# Mékong
Pour les articles homonymes, voir Lancang.
Le Mékong est un fleuve d'Asie du Sud-Est, le dixième fleuve du monde et le quatrième d'Asie par son débit (après le Yangzi Jiang, le Gange-Brahmapoutre et l'Ienisseï), celui-ci atteignant en moyenne 284 km3 d'eau par an. Les chiffres concernant sa longueur varient de 4 350 à 4 909 km, et son bassin versant draine 810 000 km2.

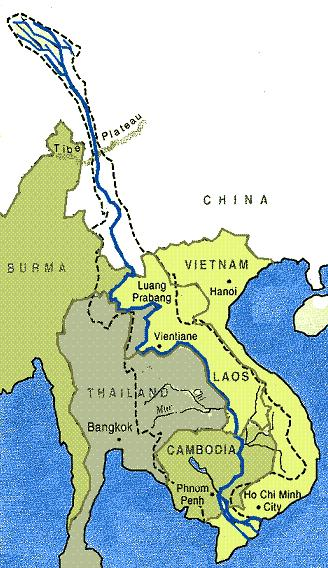
Le Mékong et les pays qu'il traverse.

Prenant sa source dans le Qinghai (dans les monts Tanggula, sur les hauteurs du Plateau tibétain), dans le xian de Zadoi, sur le mont Guozongmucha (果宗木查), le Mékong irrigue successivement la Chine (dans la province du Yunnan), borde le Laos à la frontière de la Birmanie puis de la Thaïlande avant de couler au Laos et de revenir à sa frontière, puis traverse le Cambodge où se forment les premiers bras de son delta, qui se prolonge dans le sud du Viêt Nam où il est appelé traditionnellement le « fleuve des neuf dragons » (en vietnamien : Sông Cửu Long).
Environ 70 millions d'habitants vivent directement dans son bassin versant. Il est notamment utilisé pour l'irrigation, comme réceptacle de systèmes de drainage et d'eaux usées, pour la pêche et la pisciculture, la production hydroélectrique (grâce aux barrages comme ceux au Yunnan), le transport et la fourniture d'eau pour l'industrie et les particuliers. Il est également connu pour ses habitations et marchés flottants.
Une commission internationale — le Comité du Mékong (Mekong River Commission) créé en avril 1995 — est consacrée à une gestion transrégionale des conflits et problèmes liés au fleuve, dans une perspective affichée de développement durable signé par la Thaïlande, le Laos, le Cambodge et le Viêt Nam. La Birmanie et la Chine n'ont de leur propre gré qu'un statut d'observateurs.

## Noms
Le fleuve est à l'origine appelé Mae Nam Khong par l'ethnie Taï, répartie dans tout le bassin ; pour raccourcir, ils disent Mae Khong, signifiant « Mère de tous les fleuves » ou « Fleuve Kong ». Ce nom fut adopté par les Chinois, qui modifièrent un peu la prononciation, ce qui donne Méigōng Hé (湄公河) ; le nom est redondant, signifiant « Fleuve Fleuve Kong », redondance qui existe dans presque toutes les langues aujourd'hui.
Pour la plus grande partie de sa longueur en Chine, il est appelé le fleuve Lancang (chinois simplifié : 澜沧江 ; chinois traditionnel : 瀾滄江 ; pinyin : Láncāng Jiāng), signifiant « fleuve turbulent ». Tout le fleuve, y compris la partie en Asie du Sud-Est, est appelé Meigong (chinois simplifié : 湄公河 ; pinyin : Méigōng Hé), et au Tibet Dzachu (tibétain : རྫ་ཆུ་, Wylie : rDza-chu) (扎曲, pinyin Zá Qū). En birman, il est appelé Mae Khaung, en thaï Mae Nam Khong (แม่น้ำโขง), en lao Mènam Khong (ແມ່ນ້ຳຂອງ), en khmer Tonlé Mékôngk (ទន្លេមេគង្គ), et en vietnamien Cửu Long Giang (pour la section coulant dans le pays), ou Mê Kông (en entier).
En thaï, « khong » (โขง) est une espèce de crocodile ; certains pensent que ce mot a évolué à partir de « khod » (คค) ou « khong » (โค้ง), étant tous les deux des adjectifs pour décrire les méandres et courbes d'un fleuve ou d'une route.
Le nom pourrait aussi être issu du hindi (गंगा) ou du sanskrit , s'inspirant du Gange, passé comme Mé-Kôngk en khmer, littéralement « mère Gange » (មេ, mé, et គង្គ, Kôngk), donc le fleuve de Gangâ.
En khmer, le Mékong se prononce mékôngk avec le k, à la fin, muet, ce qui signifie « Mère des Eaux » : មេ, Mé (Mère), et គង្គ, Kôngk, une abréviation pour Kôngkea (Eau). Ce nom sert à identifier le fleuve principal.

## Géographie
La source du fleuve, et donc la mesure de sa longueur effective, est restée indéterminée jusqu'à la toute fin du XXe siècle en raison de l'existence de plusieurs affluents dans un environnement d'accès difficile : altitude dépassant 5 000 m, terrain très accidenté, climat très inclément. Les estimations vont de 4 350 à 4 909 km.

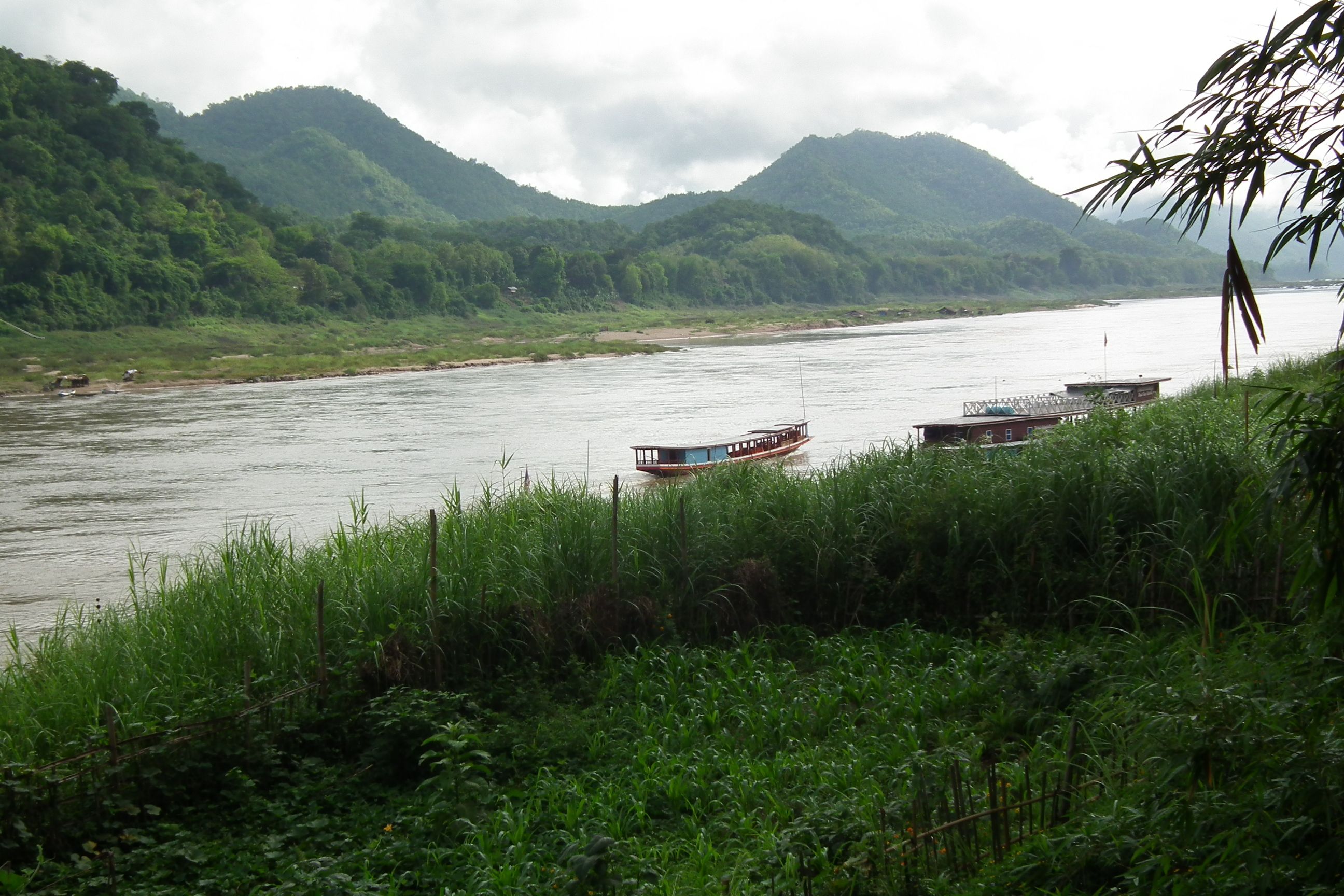
Basse-eaux du Mékong à Luang Prabang (nord du Laos).
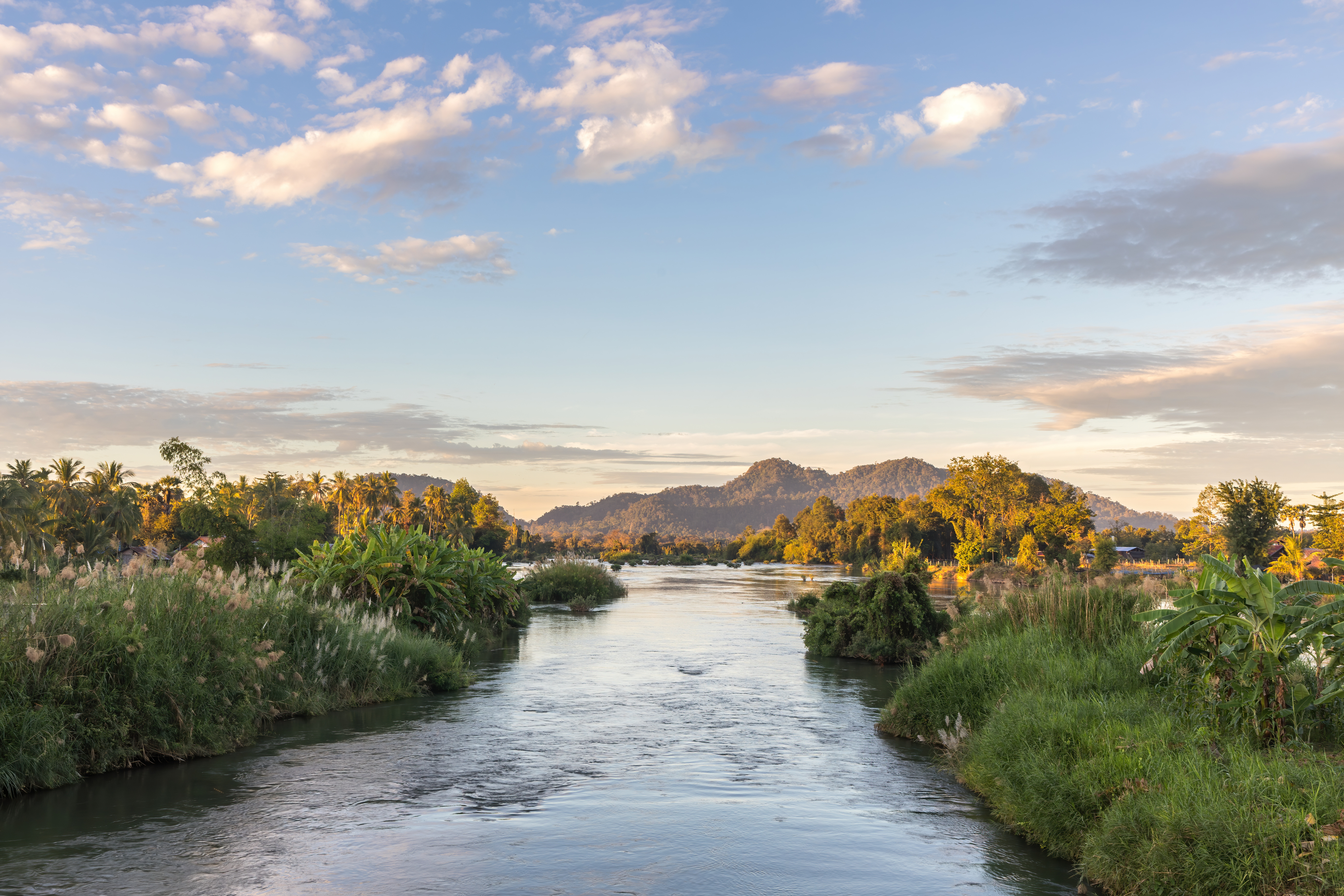
Le Mékong, au lever du Soleil, vu d'un de ses ponts entre Don Det et Don Khon tout au sud du Laos, région de Si Phan Don juste avant les chutes de Khone.
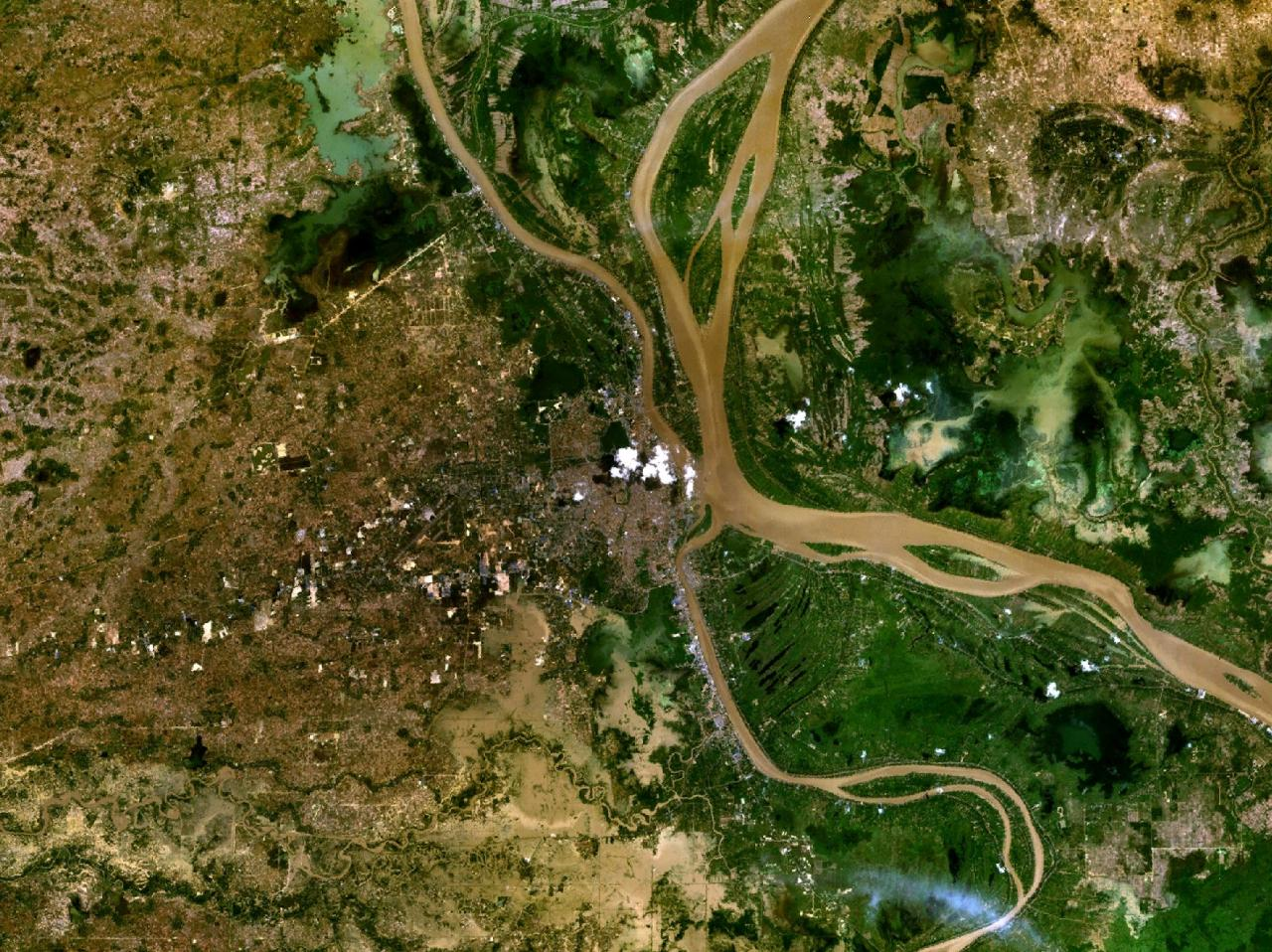
Le Mékong à Phnom Penh : le Tonlé Sap est visible en haut à gauche, le Bassac en bas au milieu.
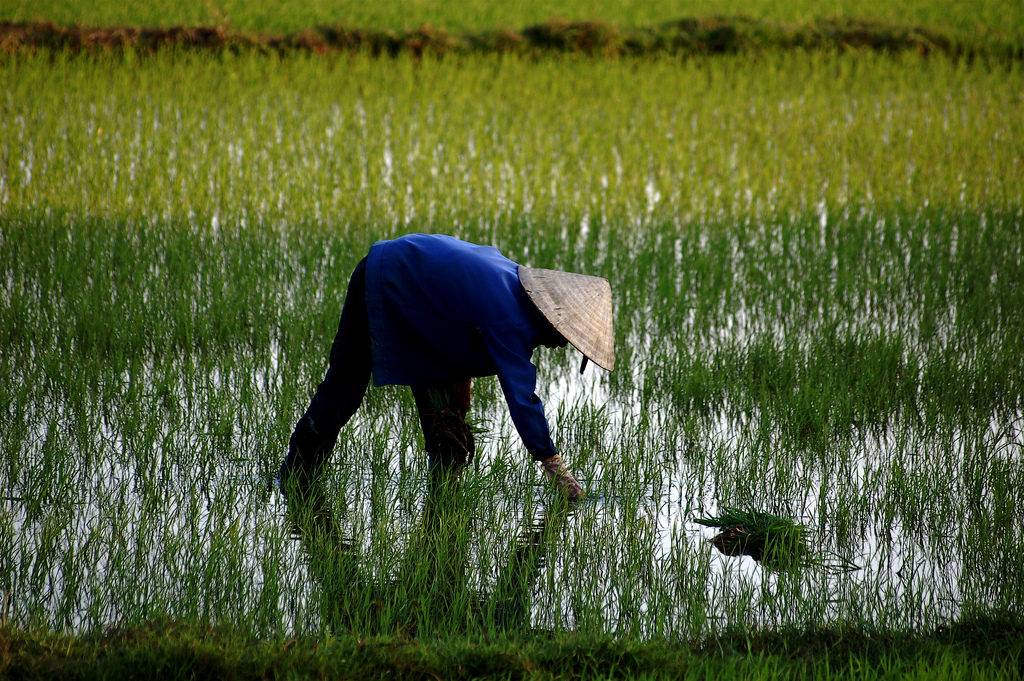
Une rizière au Viêt Nam.
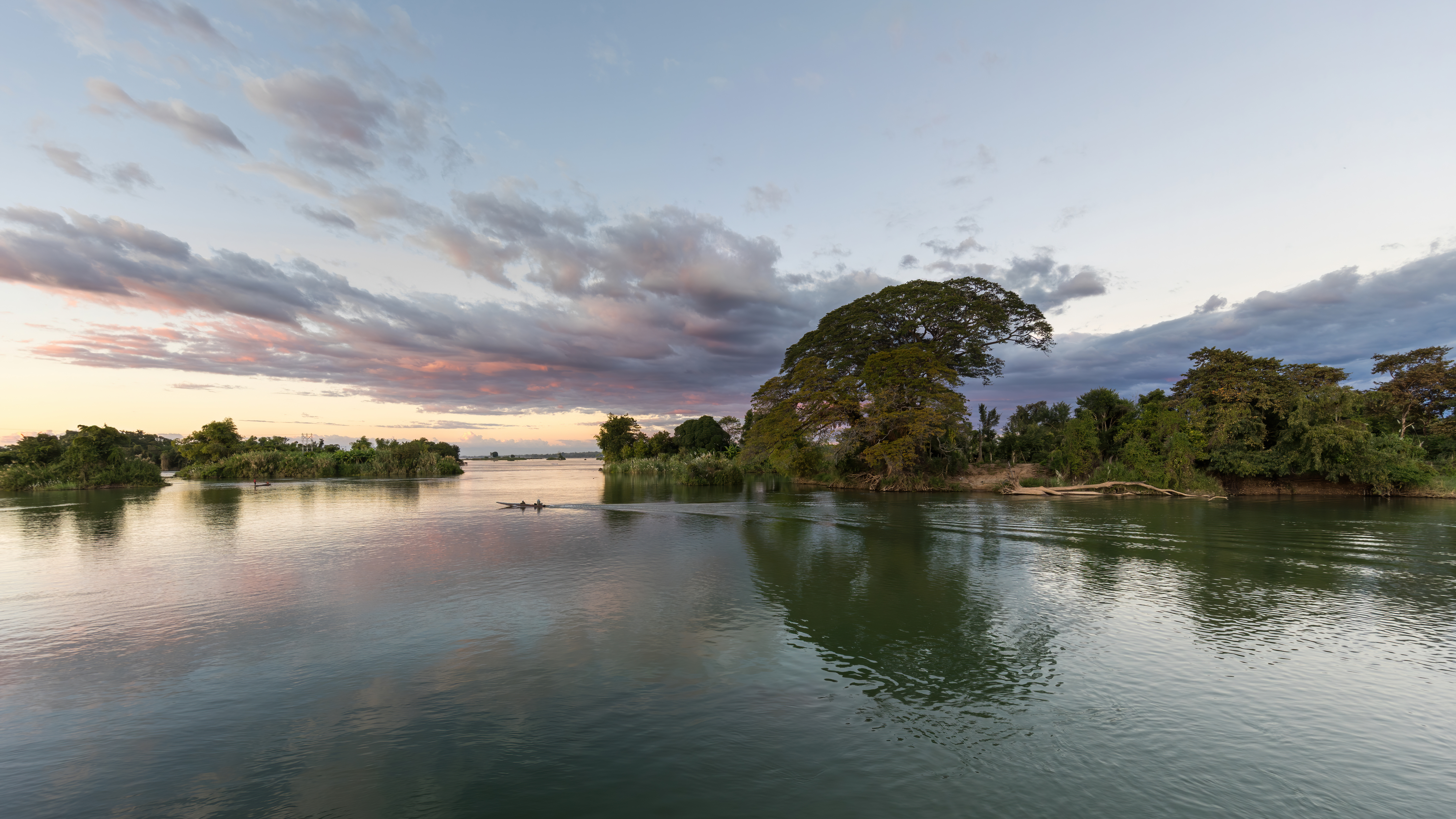
Pirogue filant sur le Mékong devant une île hébergeant un Samanea saman (arbre à pluie) et d'autres arbres, au coucher du Soleil avec des nuages roses, vus depuis Don Det, Si Phan Don (Laos).
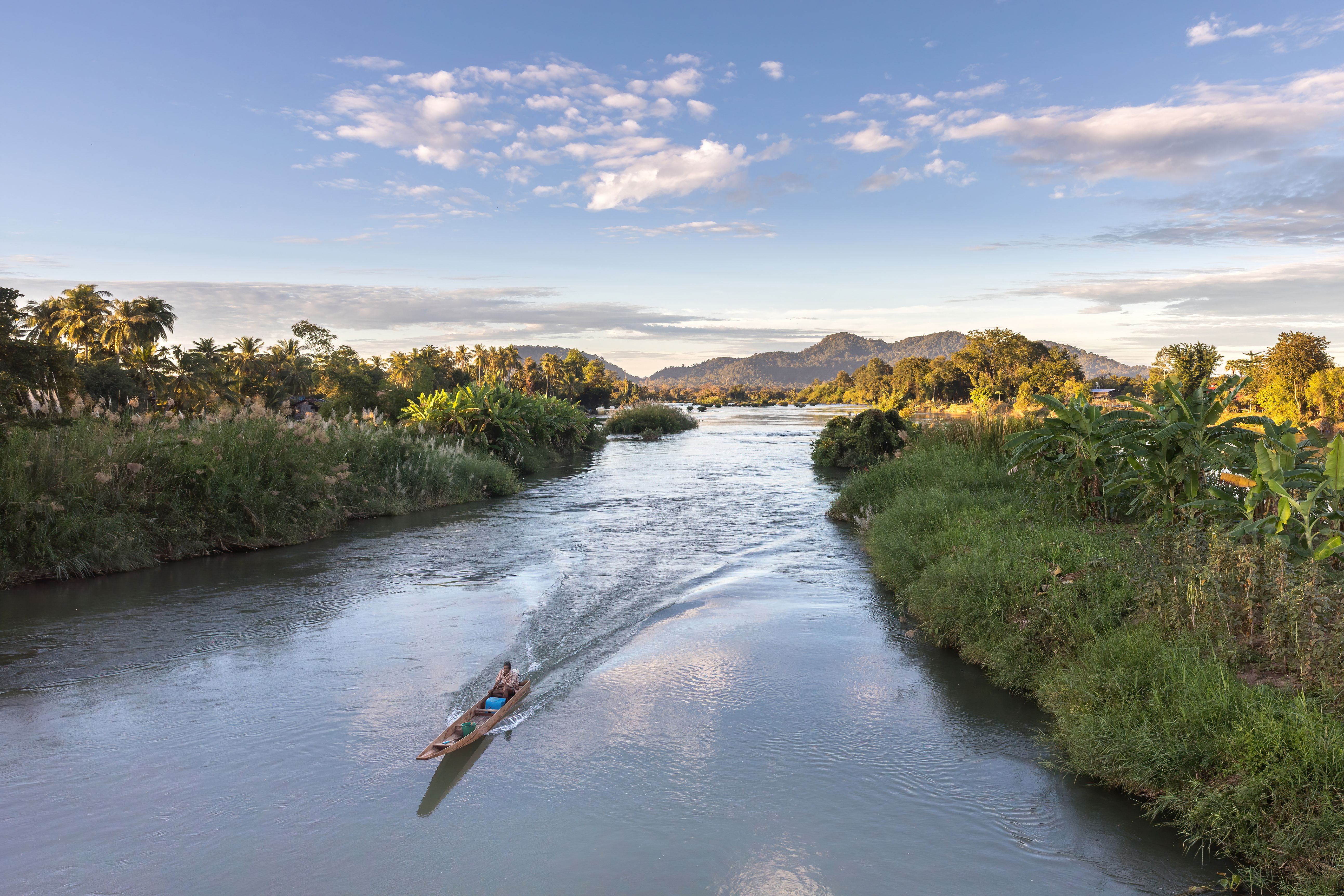
Pirogue filant sur le Mékong entre Don Det et Don Khon, Si Phan Don (Laos).
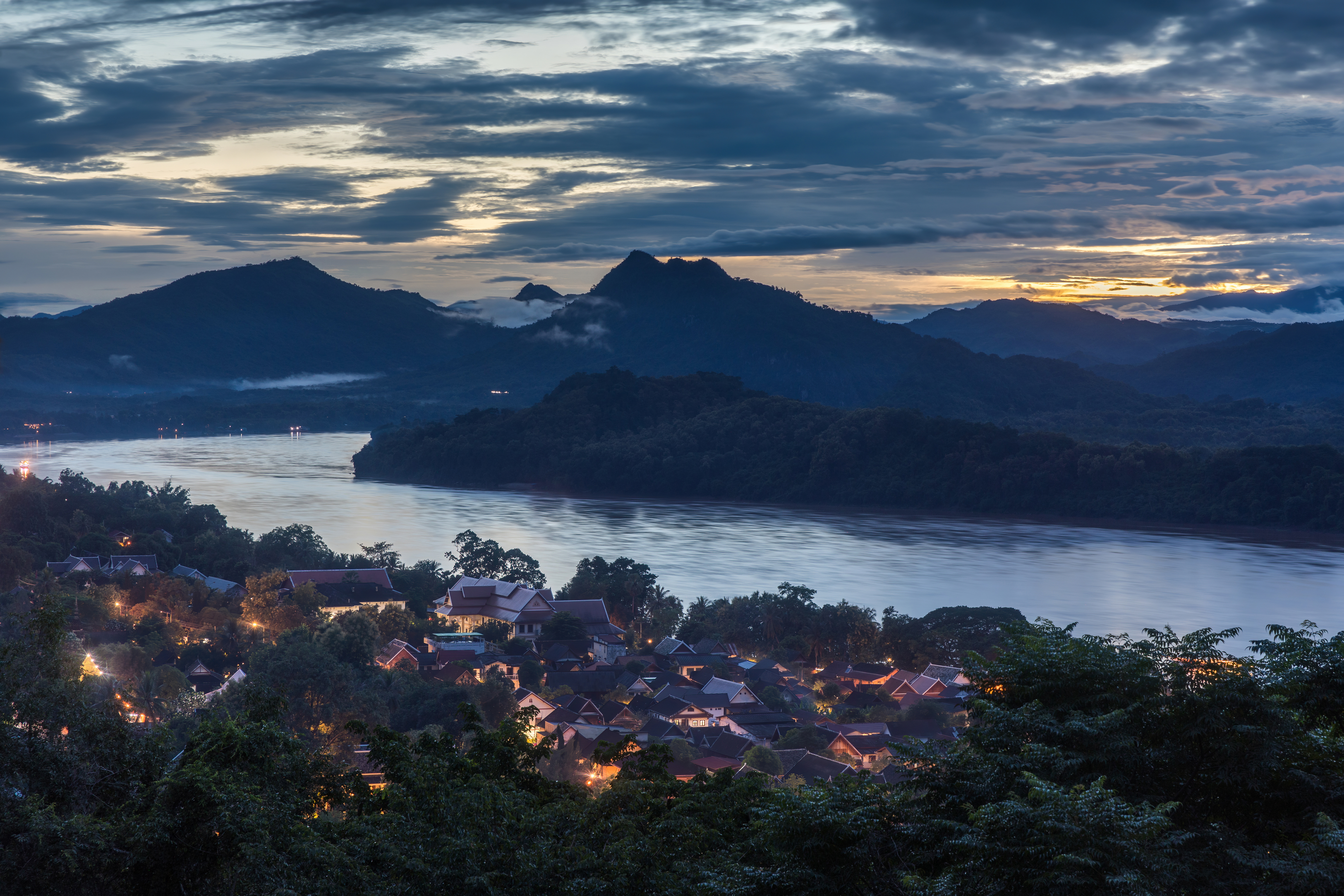
Montagnes, Mékong et habitations éclairées, vues du Mont Phou Si, au crépuscule du soir, à Luang Prabang.

Selon le relevé du China Science Exploration Association, la source est Lasagongma, située à une altitude de 5 224 mètres. Elle est sur le mont Guozongmucha dans la Réserve naturelle des Sources des trois rivières de la province de Qinghai et forme le Zayaqu, reconnu par le Chinese Academy of Sciences comme la source du Mékong. Une expédition plus ancienne menée par Michel Peissel avait identifié le Zanaqu, plus à l'ouest au col Rupsa-la (à 4 975 m), comme source du Mékong.
Près de la moitié de la longueur totale coule en Chine, où ce tronçon du fleuve est appelé « fleuve turbulent » en raison de ses gorges et précipices. Il quitte le pays à une altitude de seulement 500 m.
Le fleuve forme ensuite la frontière entre la Birmanie et le Laos sur 200 km, à la fin desquels il rejoint son affluent le Ruak au Triangle d'or. Cet endroit marque aussi la séparation des haut et bas Mékongs.
Le fleuve sépare alors le Laos de la Thaïlande avant d'entamer une section coulant uniquement au Laos qui est caractérisée par des gorges, des rapides et une profondeur d'à peine un demi-mètre pendant la saison sèche. Il s'élargit au sud de Luang Prabang, où il a inondé la région jusqu'à 100 mètres de profondeur et sur un rayon de 4 km ; son cours est très variable. Le célèbre poisson-chat géant du Mékong était traditionnellement pêché dans cette région une fois par an, suivant des rites établis par la famille royale.
Le fleuve redevient la frontière entre le Laos et la Thaïlande dans la section qui passe près de la capitale laotienne Vientiane, et repasse ensuite seulement au Laos, où il forme la région de Si Phan Don (« quatre mille îles ») avant les chutes de Khone près de la frontière avec le Cambodge. À ce niveau vivent des dauphins de l'Irrawaddy (des dauphins d'eau douce) en danger d'extinction. Les chutes de Khone ne sont pratiquement pas navigables.
Au Cambodge, le fleuve passe par les rapides de Sambor au-dessus de Kracheh, les dernières chutes à interdire la navigation. Juste avant Phnom Penh, la capitale du Cambodge, se situe la confluence avec le Tonlé Sap, son affluent le plus important dans ce pays. Après la capitale, le fleuve se divise en deux, le Bassac et le Mékong lui-même ; tous deux finissent dans le delta du Mékong.
Au Viêt Nam, le fleuve se divise en deux branches principales qui s'appellent le Tiền Giang (« fleuve à l'avant ») et le Hậu Giang (« fleuve à l'arrière ») ; celles-ci entrent en mer de Chine méridionale par neuf estuaires, expliquant ainsi le nom vietnamien pour le fleuve, Sông Cửu Long (« fleuve des neuf dragons »).
Environ 60 millions de personnes dépendent du fleuve. La région dans laquelle elles vivent, la sous-région du Grand Mékong, inclut le Yunnan en Chine, la Birmanie, le Laos, la Thaïlande, le Cambodge et le Viêt Nam. La principale production de la région est la culture du riz exploitée sur une surface d'environ 140 000 km2. Un grand nombre de variétés de riz y est cultivé. Sur les environ 100 000 cultivars de la banque génétique du riz de l'institut international de recherche sur le riz, approximativement 40 000 viennent de la région.

### Principales villes

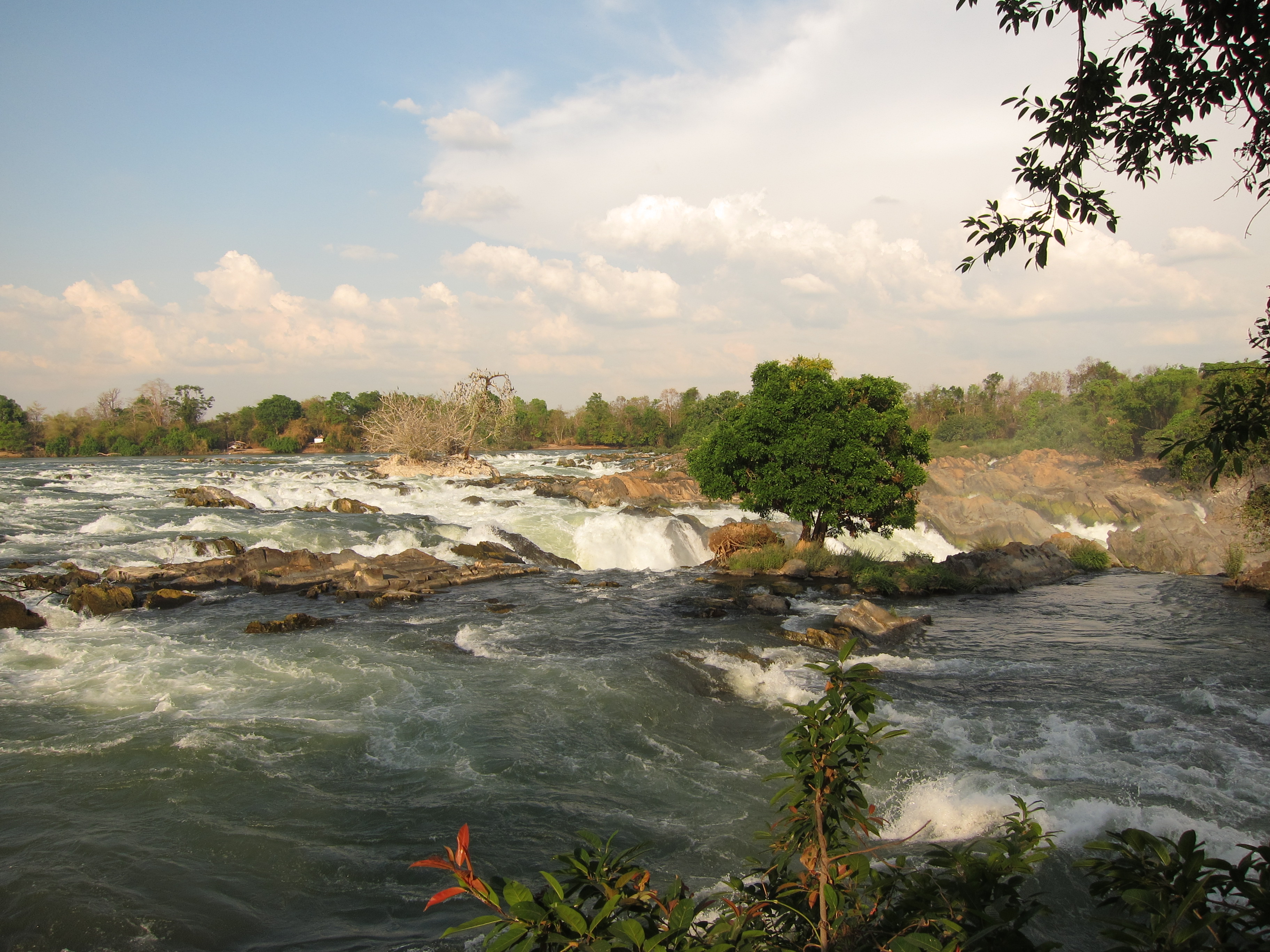
Cascades de Pahpeng, un des rapides des chutes de Khone, près de la frontière du Laos et du Cambodge.

Au Laos :
- Luang Prabang ;
- Vientiane ;
- Paksane ;
- Thakhek ;
- Savannakhet ;
- Paksé.
- Champassak.

Au Cambodge :
- Kampong Cham ;
- Phnom Penh.

### Delta

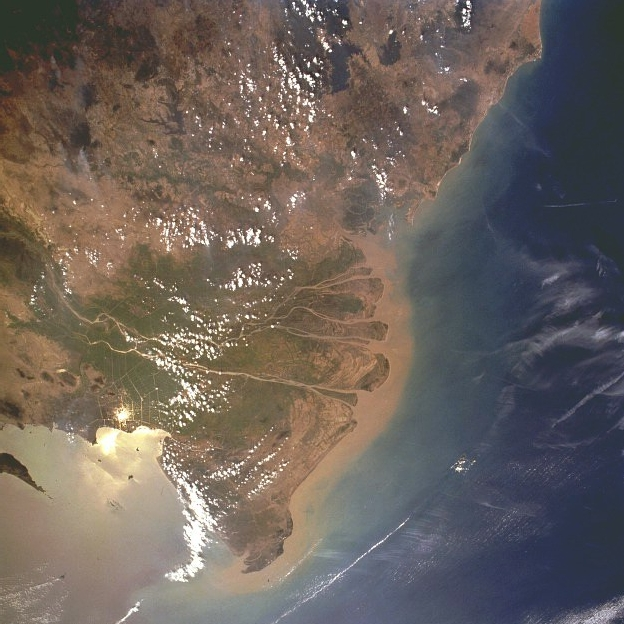
Le delta vu de l'espace.

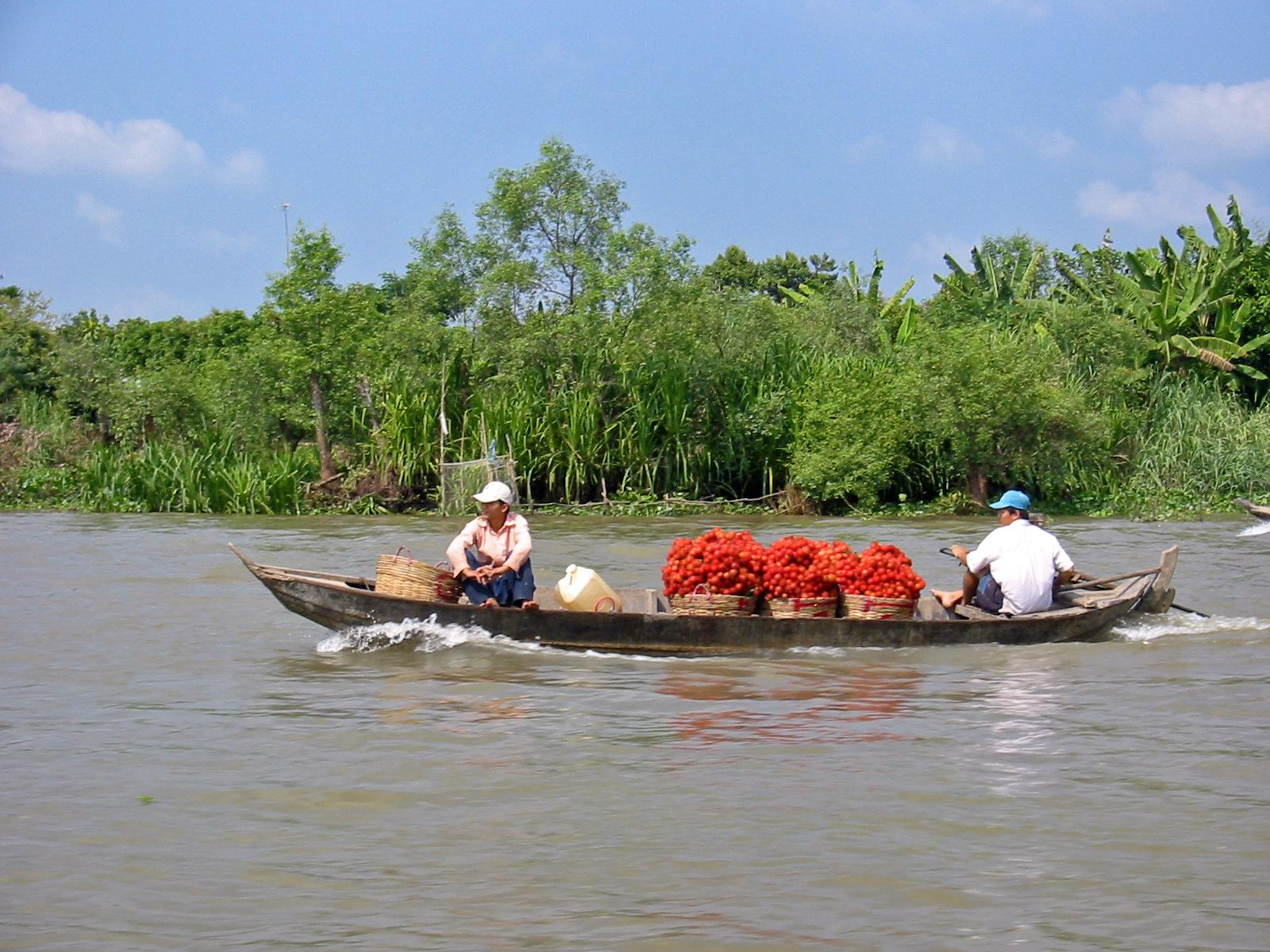
Transport de ramboutans dans le delta.

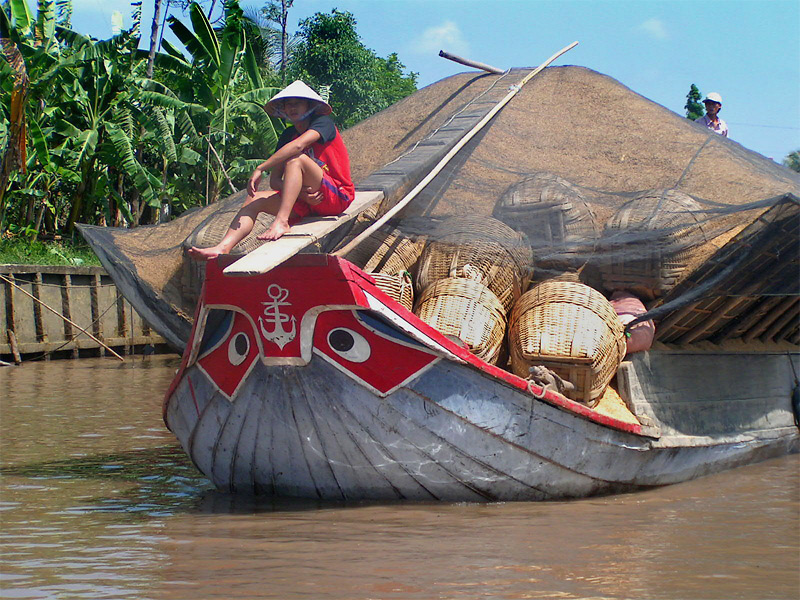
Transport de riz à Vinh Long.

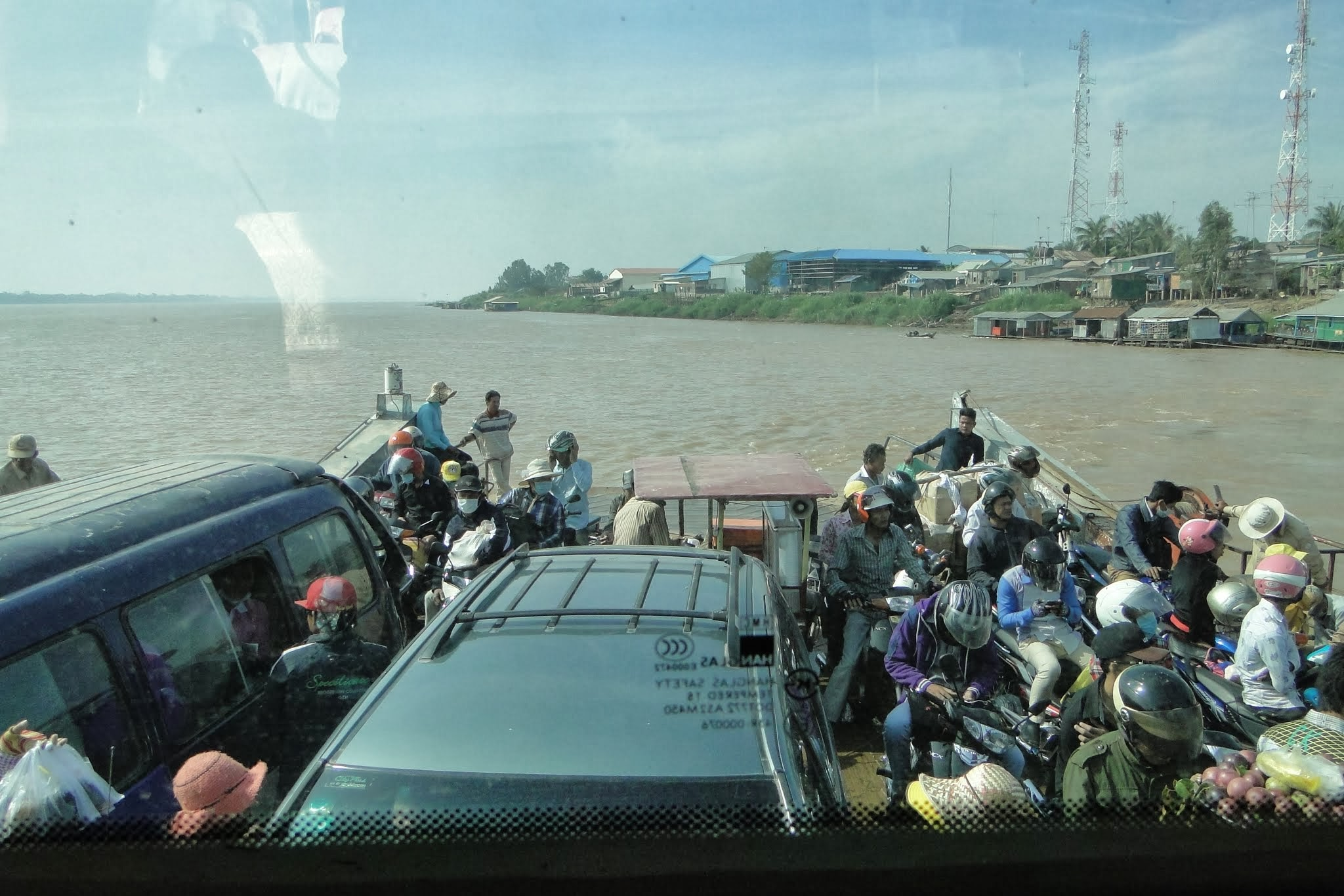
Sur le ferry-boat du Mékong.

Le Mékong se sépare à Phnom Penh au Cambodge en deux branches : le Mékong proprement dit et le Bassac. Les deux branches s'écoulent vers le Viêt Nam où elles se ramifient et forment un réseau hydrographique dense, dont le courant ralentit et qui alluvionne massivement, formant au Viêt Nam un delta très fertile, très riche pôle de production agricole et en particulier rizicole : le delta du Mékong fournit à lui seul 16 millions de tonnes de riz par an (en 2009), soit environ la moitié de la production totale du Viêt Nam.
Le delta couvre 55 000 km2 et héberge 18 millions d'habitants. Ses principales villes sont Can Tho (Cần Thơ), Chau Doc (Châu Đốc) et My Tho (Mỹ Tho). Il donne également son nom à la région du delta du Mékong, appelé aussi en vietnamien : đồng bằng sông Cửu Long, c'est-à-dire « delta des 9 dragons ».

#### Réseau hydrographique
En arrivant au Viêt Nam, le Mékong prend le nom de Cuu Long (Cửu Long, neuf dragons), censé représenter les neuf branches qui se jettent en mer de Chine méridionale.
En pratique, au début du XXIe siècle, le delta comporte quatre grands cours d'eau :
- le Bassac (Hậu Giang, ou deuxième fleuve), qui porte une part importante du débit du Mékong, et qui passe à Can Tho (Cần Thơ) ;
- le Tien Giang (Tiền Giang, ou premier fleuve), qui prend plusieurs noms le long de son cours, dont Song Ho (Sông Hổ, le « fleuve tigre »), dans la région de Dong Thap (Đồng Tháp), et qui se sépare lui aussi en plusieurs branches, d'Ouest en Est :
  - le fleuve Co Chien (Cổ Chiên), à la ville de Vinh Long (Vĩnh Long),
  - le fleuve Ham Luong (Hàm Luông), qui traverse la province de Bến Tre (Bến Tre),
  - le fleuve My Tho (Sông Mỹ Tho).

## Affluents
Du nord vers le sud :

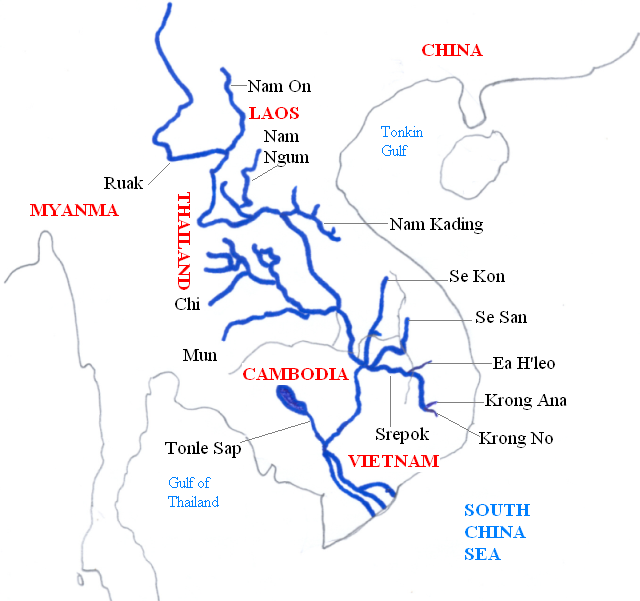
Sud du système hydrologique du Mékong.

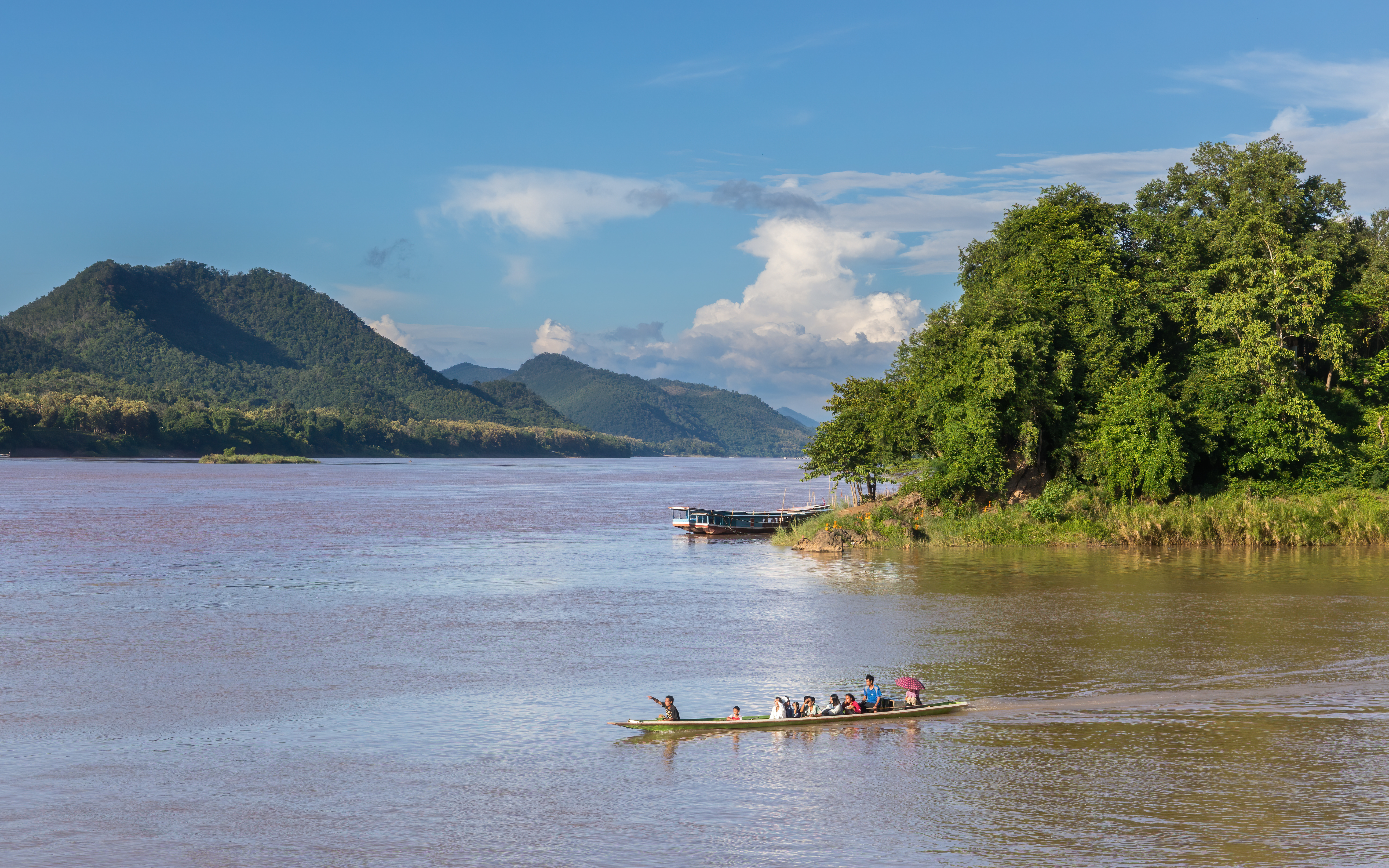
Pirogue filant de la rivière Nam Khan vers le Mékong, un jour ensoleillé à Luang Prabang.

- Ruak (rive droite, frontière entre la Birmanie et la Thaïlande) ;
- Kok (rive droite, Thaïlande) ;
- Nam Tha (rive gauche, Laos) ;
- Nam Ou (rive gauche, Laos) ;
- Nam Ngum (rive gauche, Laos) ;
- Nam Kadding ou Nam Theun (rive gauche, Laos) ;
- Mun (rive droite, Thaïlande) ;
- Srepok (rive gauche, Cambodge) ;
- Tonlé Sap (rive droite, Cambodge) ;
- Cun Loon.

## Hydrologie

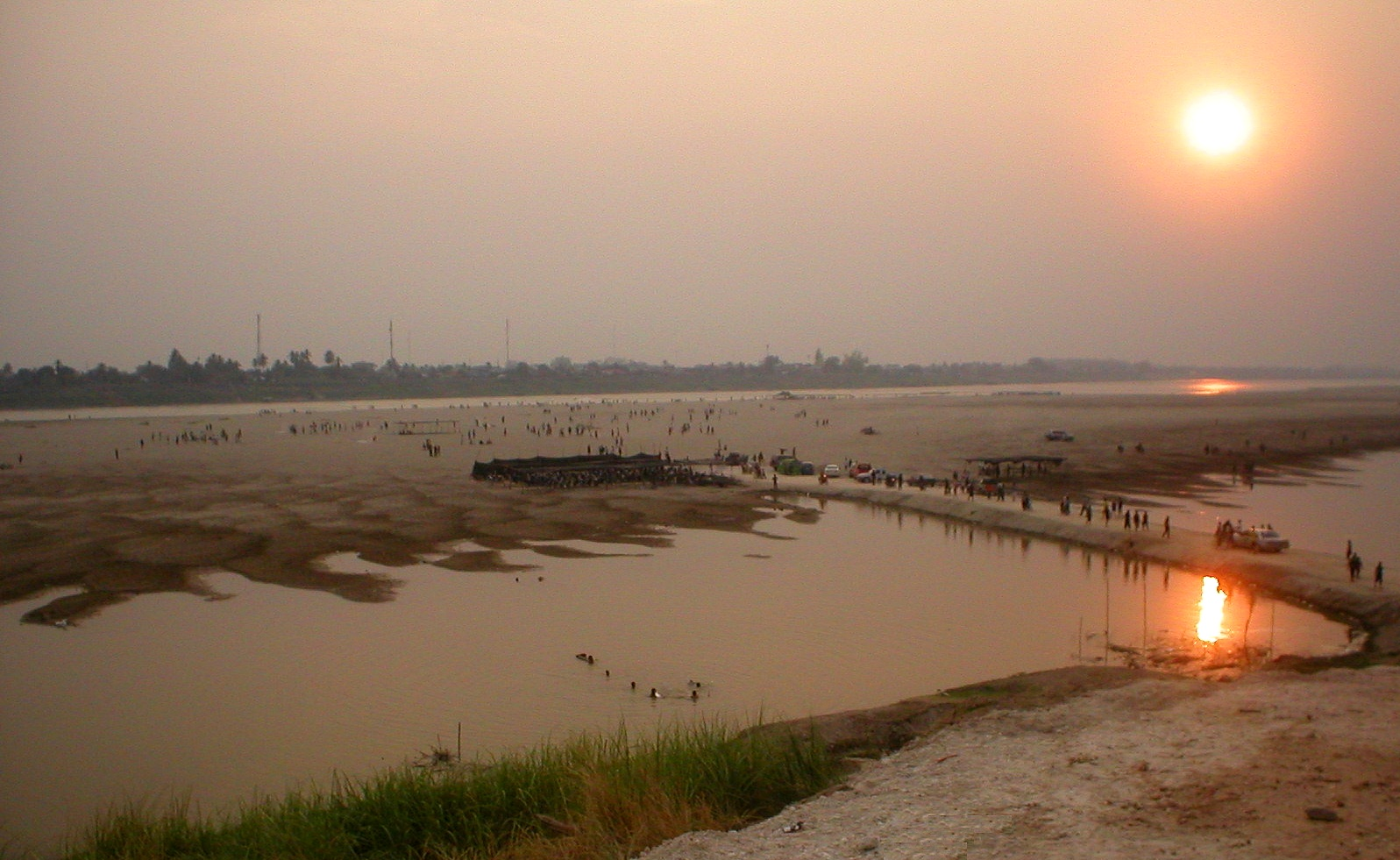
Le Mékong aux basses eaux à Vientiane en avril 2006.
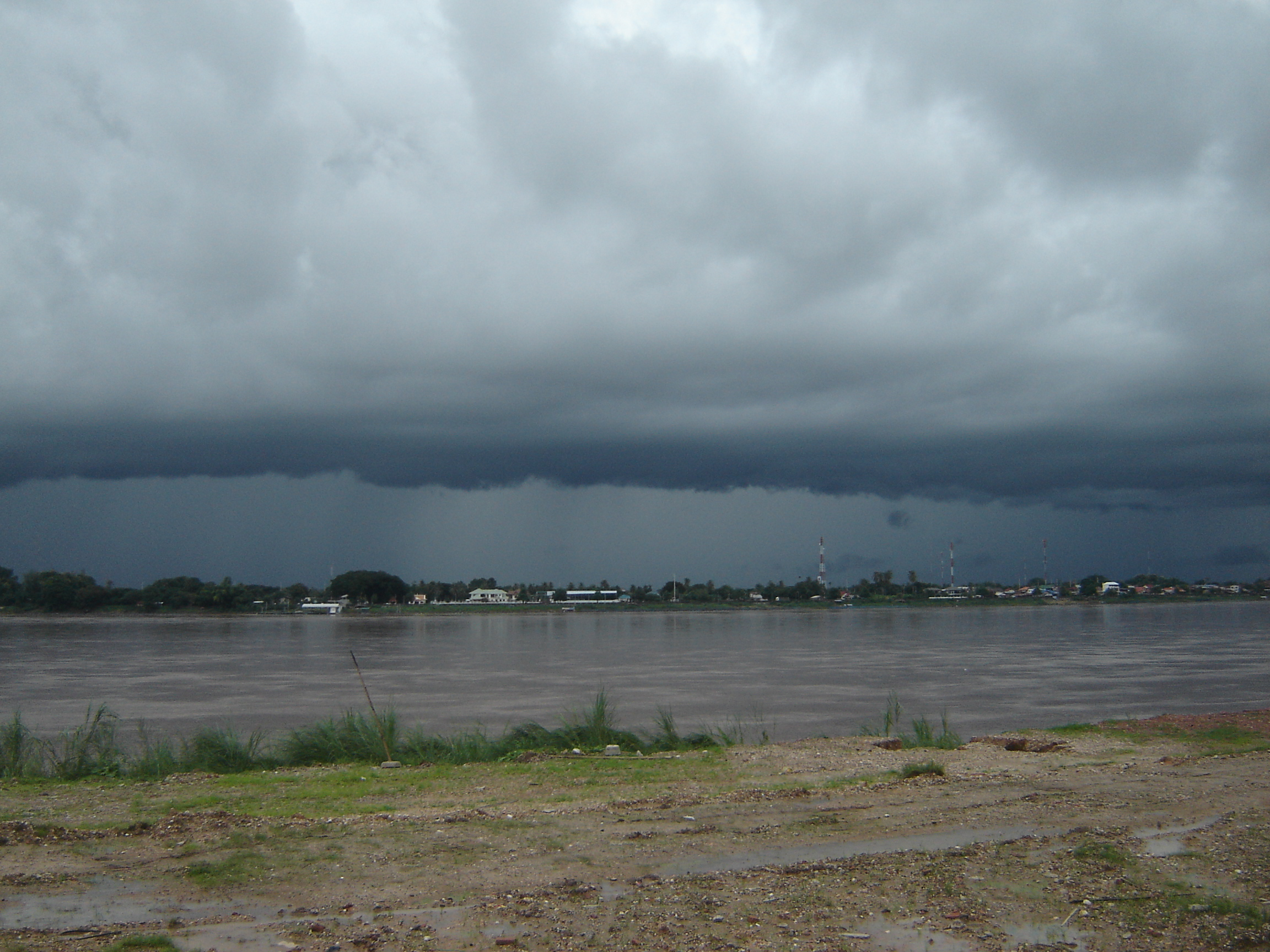
Le fleuve au même endroit en juillet 2009.

### Marées
L'amplitude des marées est très importante dans le delta du Mékong, qui a une pente très faible. La marée haute en mer de Chine méridionale est le plus souvent plus haute que la marée basse sur le Mékong au Cambodge, et donc le courant s'inverse presque à chaque cycle de marée.
Le débit moyen du Mékong est de l'ordre de 15 000 m3/s, mais son débit de pointe, à marée descendante, peut atteindre dix fois la moyenne en période de crue (en octobre). À marée montante, l'eau salée peut remonter le Mékong jusqu'à soixante kilomètres de l'embouchure. Cette inversion cyclique du courant s'accompagne d'alluvionnement intense, qui participe à la fertilisation du sol et fait du delta du Mékong le « grenier à riz » du Viêt Nam.

## Aménagements et écologie

### Histoire
La navigation difficile sur le fleuve implique que celui-ci sépare les peuples de la région au lieu de les unir. Les établissements les plus anciens connus datent d'environ 2100 av. J.-C., à Ban Chiang, excellent exemple des traces de l'Âge du fer. La première civilisation connue de la région est la culture indianisée khmère de Fou-nan, dans le delta du Mékong. Des excavations menées à Oc Eo, près de la ville moderne d'An Giang, ont mis au jour des pièces de monnaie de l'Empire romain, entre d'autres civilisations de l'époque.
La civilisation Fou-nan est suivie par celle, khmère, de Chenla, aux environs du Ve siècle. L'empire khmer d'Angkor est le dernier grand état indianisé de la région. Dès la chute de cet empire, le Mékong devient la frontière entre les états émergents de Siam et de Tonkin ; le Laos et le Cambodge sont ballottés entre ces deux grands pouvoirs.
Le premier Européen à voir le Mékong est le Portugais António de Faria en 1540 ; une carte européenne datant de 1563 montre le fleuve, bien qu'à cette époque, on le connaît très peu au-delà du delta. L'intérêt des Européens pour le fleuve est sporadique : les Espagnols et les Portugais font quelques expéditions d'exploration et y envoient des missionnaires, tandis que le Hollandais Gerrit van Wuysthoff mène une expédition sur le fleuve jusqu'à Vientiane en 1641-1642.
Les Français prennent le contrôle de la région dès le milieu du XIXe siècle. Ils prennent Saïgon en 1861 et font du Cambodge un protectorat deux ans plus tard.

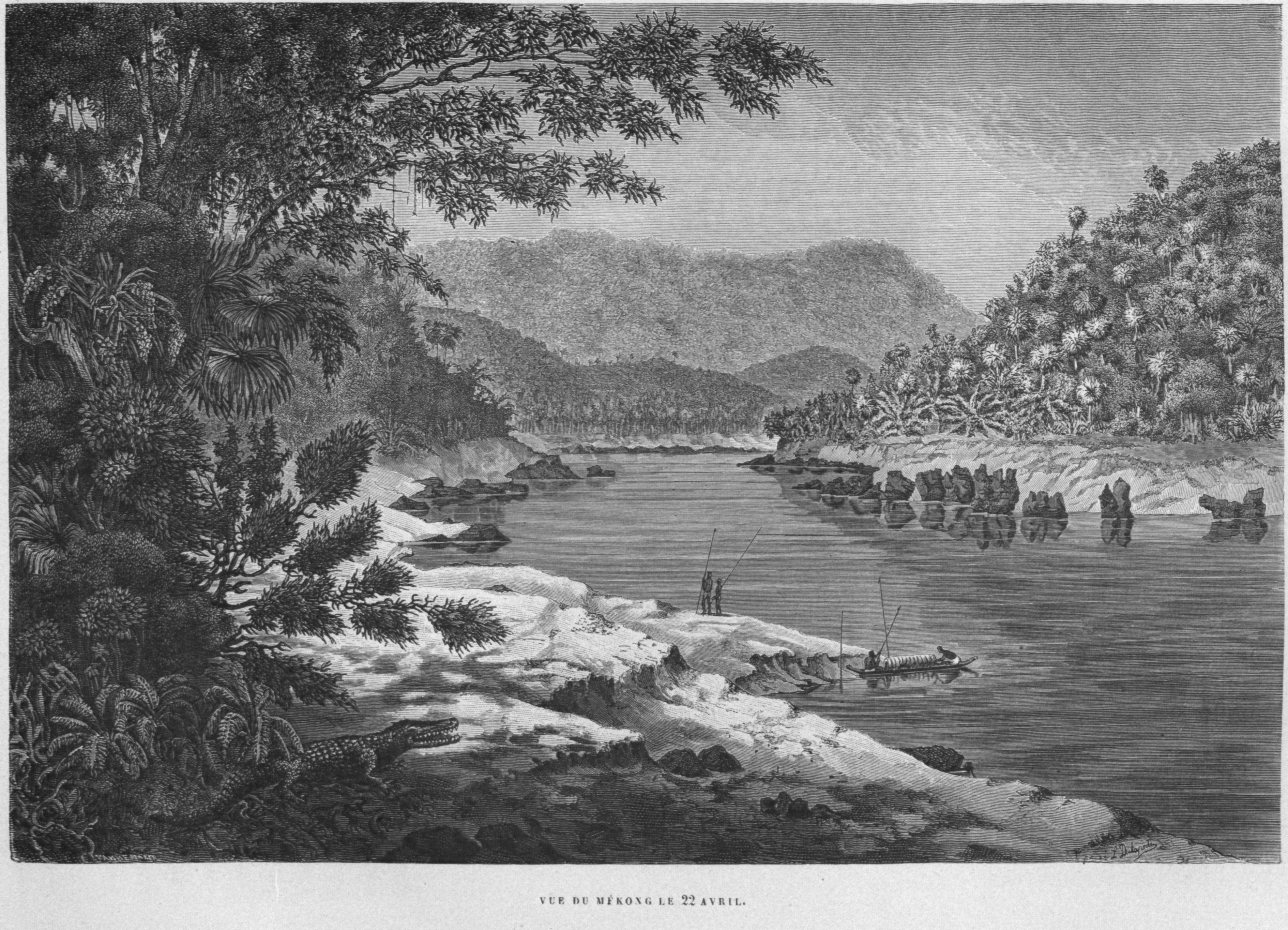
Vue du Mékong, Voyage d'exploration en Indo-Chine 1866-1867-1868.

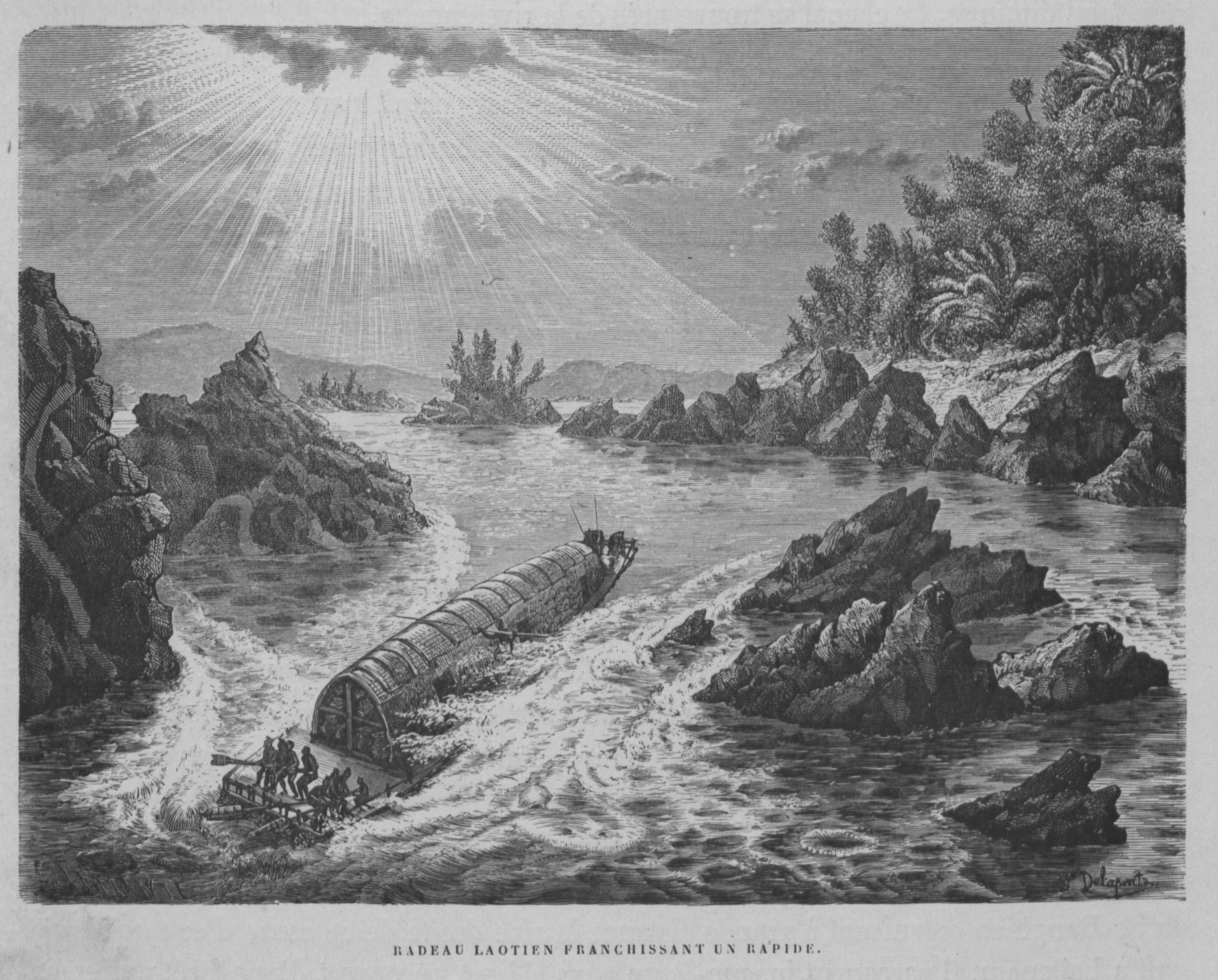
Bateau laotien franchissant un rapide, Voyage d'exploration en Indo-Chine 1866-1867-1868.

La première exploration systématique est la mission d'exploration du Mékong et du haut Song-koï, menée par Ernest Doudart de Lagrée et Francis Garnier, qui remontent le fleuve depuis son embouchure jusqu'au Yunnan entre 1866 et 1868. Leur conclusion principale est que le Mékong a trop de rapides et de sauts pour être navigable. La source du fleuve est déterminée par le Russe Piotr Kouzmitch Kozlov en 1900[réf. souhaitée].
Dès 1893, les Français étendent leur contrôle du fleuve jusqu'au Laos, établissant l'Indochine française dès la première décennie du XXe siècle. Cette situation dure jusqu'à ce que les guerres d'Indochine et du Viêt Nam mettent fin au contrôle français et américain sur la région. En juillet 1910, le naufrage de la chaloupe-canonnière La Grandière près du passage de Tha-Dua provoque la mort du gouverneur de Saïgon, le général Léon de Beylié, du médecin-major Vincent Rouffiandis et de deux matelots.
Après la fin de la guerre du Viêt Nam, la tension entre le gouvernement thaïlandais (appuyé par le gouvernement américain) et les nouveaux gouvernements communistes des pays de la région empêche la coopération dans l'utilisation du fleuve. Celle-ci reprend progressivement, sous l'égide de la Commission du Mékong.

### Ponts
Le haut-Mékong, en Chine, est traversé par plusieurs ponts.

#### Ponts au Laos et en Thaïlande

Premier pont de l'amitié lao-thaïlandaise.

Le « pont de l'amitié lao-thaïlandaise » relie les villes de Nong Khai et Vientiane. Long de 1 170 mètres, il comporte deux voies larges de 3,5 m chacune, encadrant une voie ferrée au milieu. Il est le premier pont sur le bas-cours du Mékong et le premier à traverser le fleuve entier. Auparavant, la traversée se faisait par bac. Il a été inauguré le 8 avril 1994.

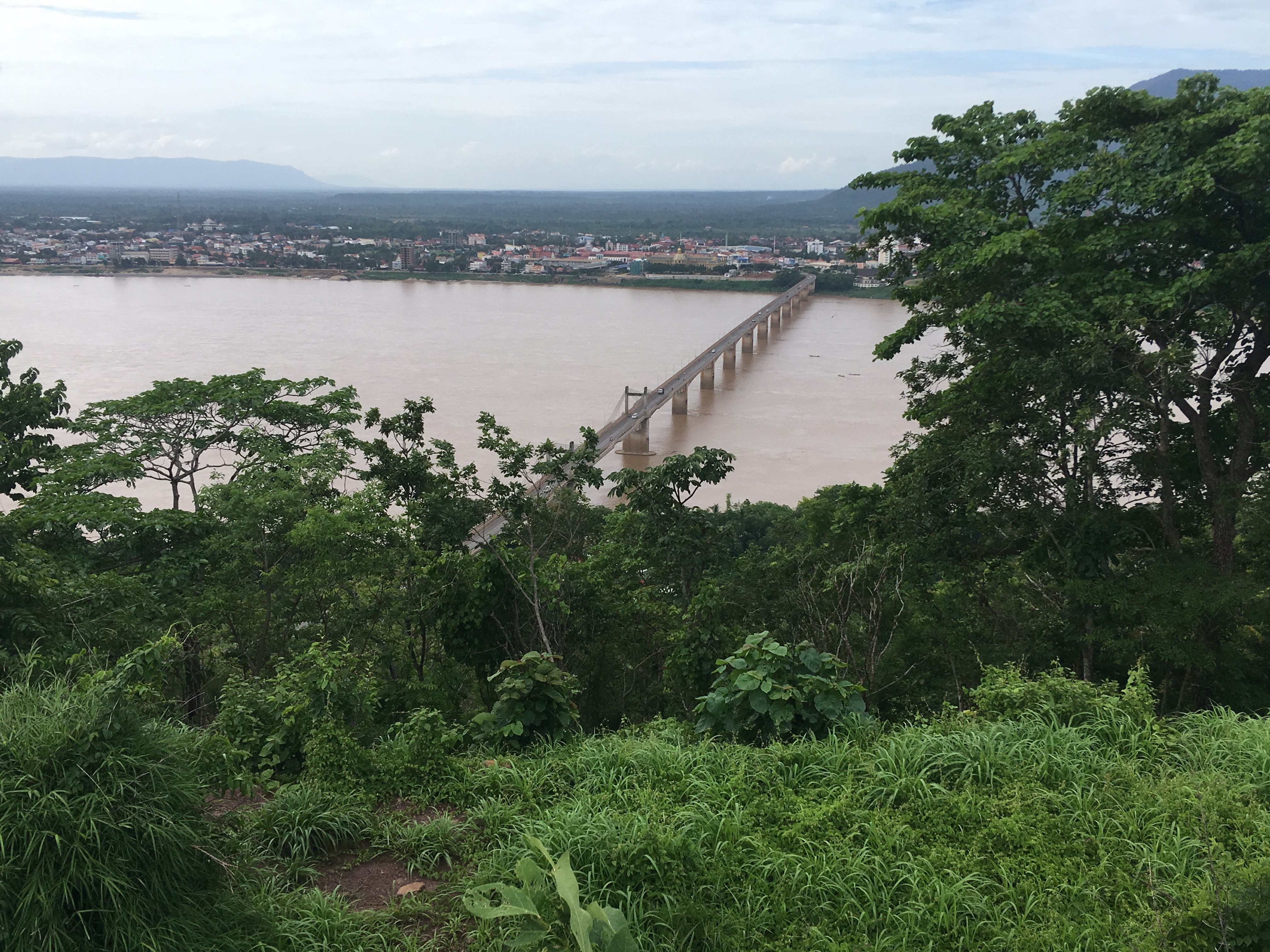
Pont laotien franchissant le Mékong à Paksé.

Il existe de plus un pont laotien, non frontalier, à Paksé qui mesure 1 380 mètres et a été terminé en 2000.
Le « deuxième pont de l'amitié lao-thaïlandaise » relie Mukhadan à Savannakhet. Il mesure 1 600 mètres de long et 12 de large et comporte deux voies. Il est ouvert au public depuis le 9 janvier 2007.
Le troisième pont de l'amitié lao-thaïlandaise a été inauguré le 11 novembre 2011 entre Nakhon Phanom et Thakhek.
Un quatrième pont à Houei Sai a été inauguré le 11 décembre 2013.

#### Ponts au Viêt Nam

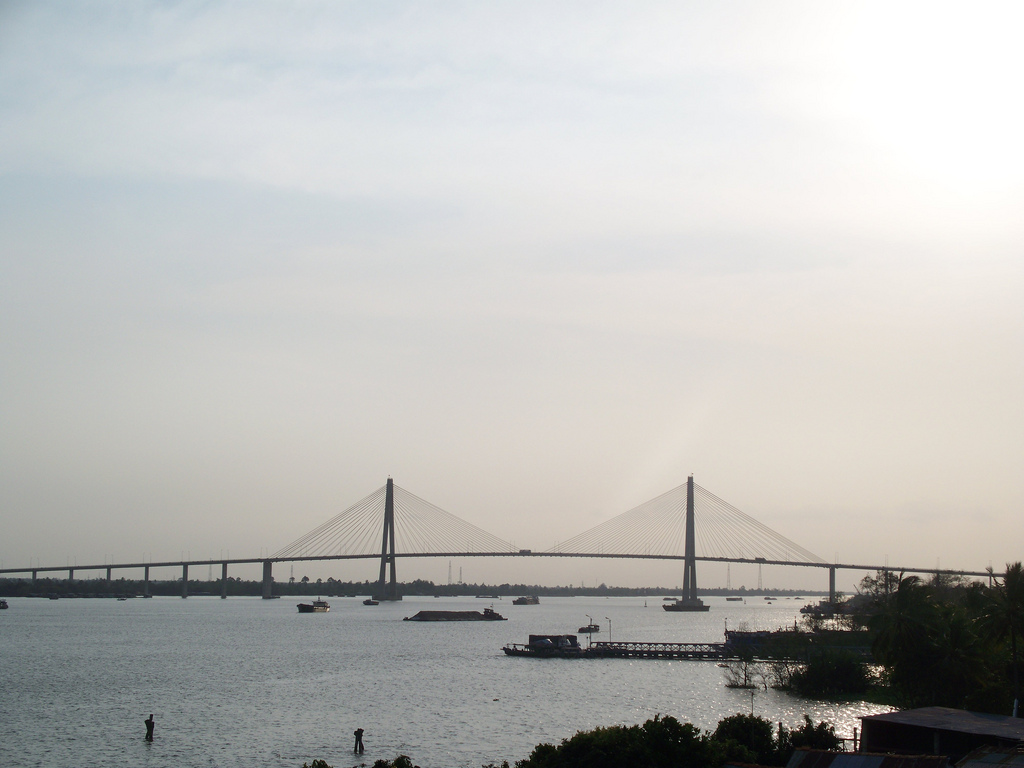
Le pont Rach Mieu au Viêt Nam.

Au Viêt Nam, le pont Mỹ Thuận, haubané, traverse le premier bras du Mékong à une dizaine de kilomètres en amont de Vinh Long depuis 2000.
Le pont Rach Mieu le franchit à une dizaine de kilomètres en amont de My Tho, entre les provinces de Tien Giang et Ben Tre, depuis fin 2008.
Le grand pont de Cân Tho, dont le chantier a subi un grave accident à la mi-automne 2007, a été ouvert sur le deuxième bras le 24 avril 2010.

#### Ponts au Cambodge
Au Cambodge, le pont Kizuna (deux voies) près de la ville de Kompong Cham relie Phnom Penh aux provinces isolées de Rotanah Kiri et Mondolkiri, et plus loin au Laos.
À 25 kilomètres au nord-nord-est de Phnom Penh, le Pont Prek Tamak a été inauguré en 2010 ; à ce jour aucun projet n'est en cours de réalisation à Phnom Penh.

### Problèmes environnementaux

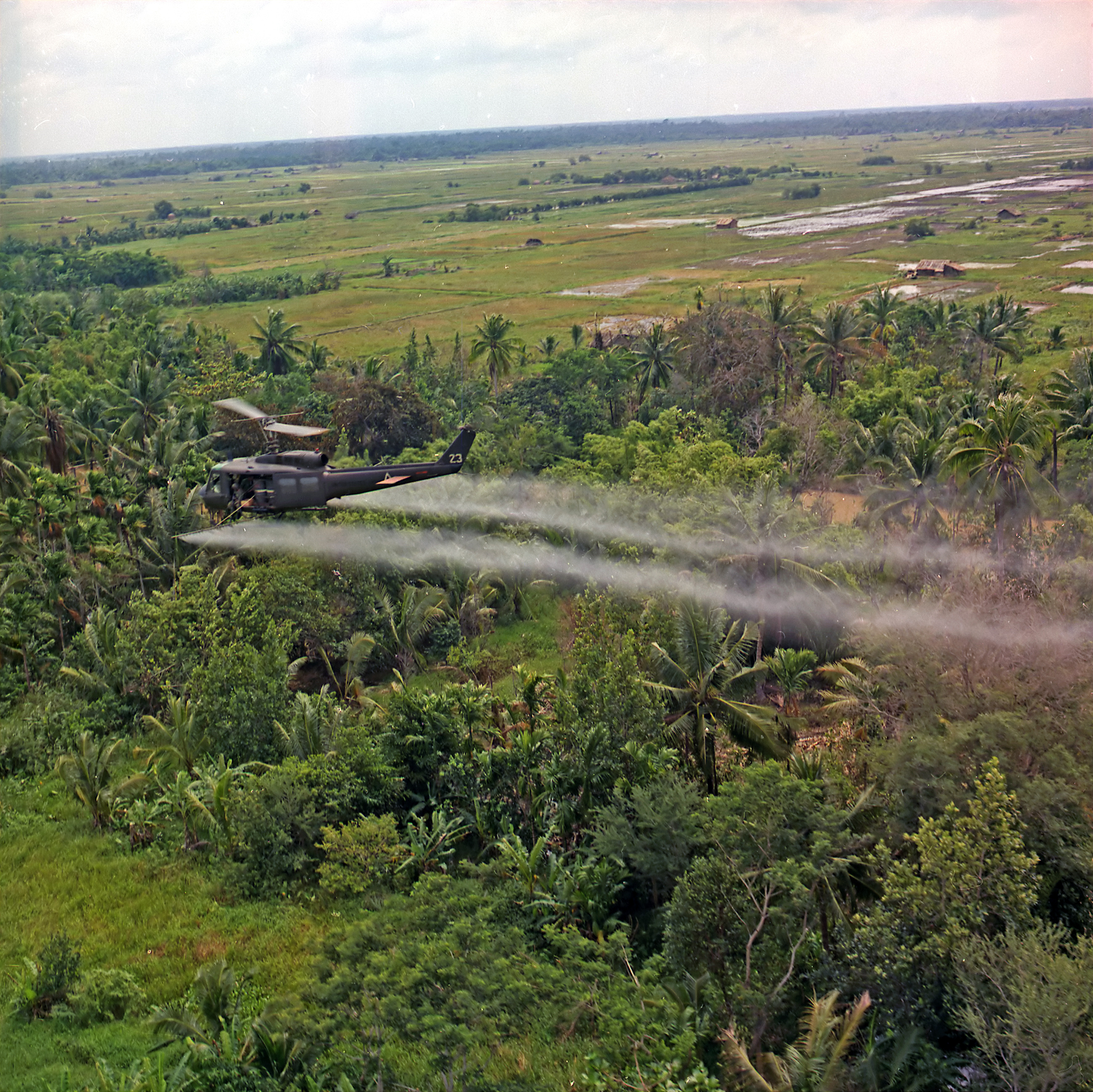
Épandage par hélicoptère de l'agent orange dans le delta du Mékong le 26 juillet 1969.

La région du Mékong est de plus en plus menacée par la pollution, la déforestation et la construction de barrages.
De nos jours, le Mékong est un fleuve encore pollué par l'usage intensif d'herbicides dont le puissant agent orange par l'armée américaine d'août 1961 à 1971 (1972) : près de 80 millions de litres d'herbicides ont été déversés sur la jungle vietnamienne et laotienne ; plus de 2 500 000 hectares contaminés (25 000 km2) ; destruction de plus d'un million d'hectares de forêt tropicale (10 000 km2) ; disparition d'une faune et d'une flore abondantes, les arbres hopea odorata, sindora siamensis, etc. faisant place sur les sols appauvris à des bambous et des herbes hautes surnommées « les herbes américaines » ; et aussi apparition de graves problèmes de santé, en particulier pour les vétérans de la guerre et pour les populations vietnamienne, cambodgienne et laotienne (malformations à la naissance, hypertrophie, rachitisme, cancer des poumons et de la prostate, maladies de la peau, du cerveau et des systèmes nerveux, respiratoire et circulatoire, cécité, diverses anomalies à la naissance,, etc.). En 2014, l'ancienne journaliste et militante franco-vietnamienne Tran To Nga intente un procès contre les firmes ayant produit ou commercialisé l'agent orange pour que ce crime ne soit pas impuni,,, ; et en 2018, une équipe scientifique pluridisciplinaire commence une enquête sur les conséquences de l'épandage intensif de l'agent orange ainsi que sur les effets des pesticides utilisés actuellement dans l'agriculture de la région.
Aujourd'hui s'y ajoutent de plus la pollution de l'industrie et la pollution des activités humaines ordinaires.
Les deux sujets actuellement[Quand ?] les plus controversés sont ceux de la construction de barrages pour produire de l'électricité et la destruction de sauts. Plusieurs barrages ont été construits sur des affluents du fleuve, notamment ceux de Nam Theun 2 au Laos et de Pak Mun en Thaïlande, ou sur le fleuve lui-même (tel le barrage de Xayaburi au Laos,, ainsi que plusieurs barrages chinois sur le Mékong). Déjà en 1976, le réalisateur Euthana Mukdasanit avait dénoncé dans son docu-fiction Tongpan les conséquences sociales dramatiques de la construction du barrage de Pa Mong Dam en Thaïlande mais son film avait été immédiatement interdit et banni par la junte militaire car soi-disant « lcommuniste »,. La construction de nouveaux barrages est une stratégie critiquée de nos jours au niveau du coût ainsi qu'en raison des dommages infligés à l'environnement et aux villageois,,,.
Le Cambodge, pays dévasté par la guerre, est complètement dépendant du fleuve pour nourrir ses habitants et mener son économie. Les inondations annuelles fournissent de l'eau, si précieuse dans un pays sec, et remplissent le lac Tonlé Sap. Toutes les villes principales du pays sont sujettes aux inondations. La Commission du Mékong a accusé la Chine de ne pas se soucier de ses voisins en aval avec ses projets de barrages sur le fleuve. Depuis la construction du premier barrage chinois, beaucoup d'espèces sont en danger d'extinction, tel le Dauphin de l'Irrawaddy Orcaella brevirostris, le niveau du fleuve a baissé, les poissons pêchés sont plus petits et moins nombreux, le port de Chiang Rai fonctionne à un quart de son activité normale, et la navigation entre Chiang Rai et Luang Prabang dure deux jours faute de niveau d'eau suffisant.
Les nouveaux barrages à l'étude ont un impact encore plus négatif sur le fleuve : tous les pays en aval souffrent d'une pollution accrue (due au développement et à la faible mise en application des lois concernant la pollution en Chine). Les pesticides et l'industrie lourde polluent les réserves de vivres et encouragent les efflorescences algales des organophosphates de l'agriculture, menant à des invasions de jacinthe d'eau. Ils bloquent aussi les migrations d'espèces de poissons.
D'autres problèmes surgissent : des courants trop forts à certains endroits pendant que la Chine détruit des rochers, des bancs de sable et des gorges et ralentit l'eau en la contenant entre des barrages pour inonder section après section. Les habitants de la région sont déplacés. Le Cambodge est le pays le plus à risque, dépendant de courants et d'inondations bien précis ; on y craint des famines, comme celle qui aurait décimé la civilisation d'Angkor il y a 700 ans. Toutes les grandes villes du Laos sont sur le fleuve, ainsi que la plus grande ville du Viêt Nam, Hô Chi Minh-Ville, qui sera affectée par les courants insuffisants et la pollution. Même la Thaïlande n'est plus à l'abri, puisqu'en 2010, le Mékong ayant atteint son niveau le plus bas depuis 20 ans, la population commence à connaître des pénuries d'eau. En outre, les sols sont plus pauvres faute de sédiments et de boues. Surtout, il y a une baisse de la quantité d'eau douce disponible, ce qui entraîne de graves difficultés dans l'économie familiale et une spirale d'appauvrissement.
Par ailleurs, l'augmentation globale de la température apporte de mauvaises influences au delta du Mékong. La culture du riz est très touchée et la baisse des rendements affecte l'économie du Viêt Nam. Il y a un risque de disparition d'une trentaine d'espèces de riz et un développement des pathologies. En effet, on constate des ravages de grande ampleur à cause des insectes ou des champignons. En outre, l'apparition d'épisodes climatiques extrêmes comme les sécheresses ou les inondations pousse à exercer des actions concrètes : le stockage de l'eau douce et des grains, l'amélioration des prévisions météorologiques, etc.. Sur le plan sanitaire, la dengue se répand.
Le delta du Mékong souffre aussi de la pression démographique et des pratiques d'agriculture intensive,,. Enfin, une exploitation mal maîtrisée de l'extraction du sable dans le delta a pour conséquence une érosion importante des rives à proximité.

### Faune et flore

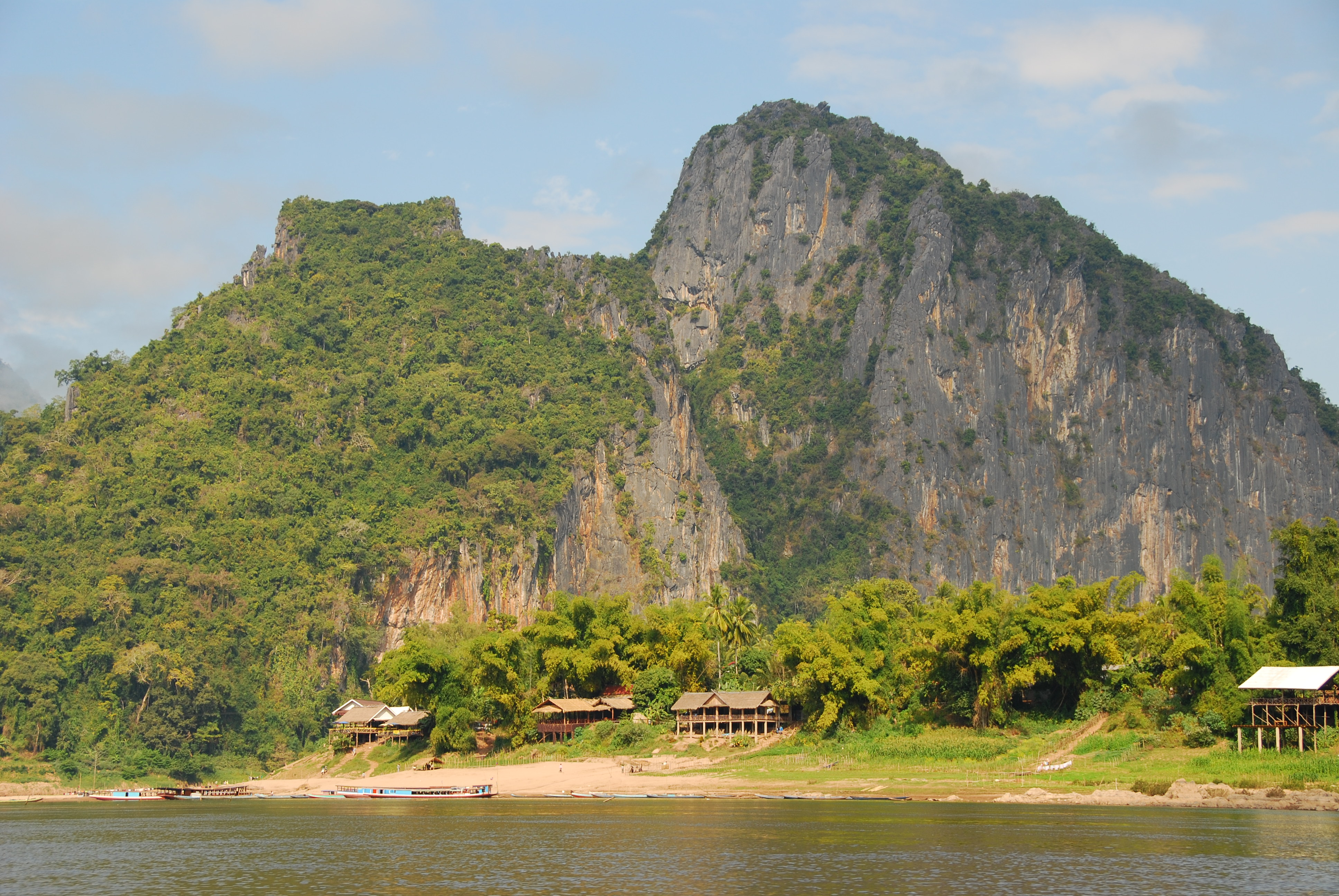
Végétation sur les bords du Mékong à Luang Prabang (2009).

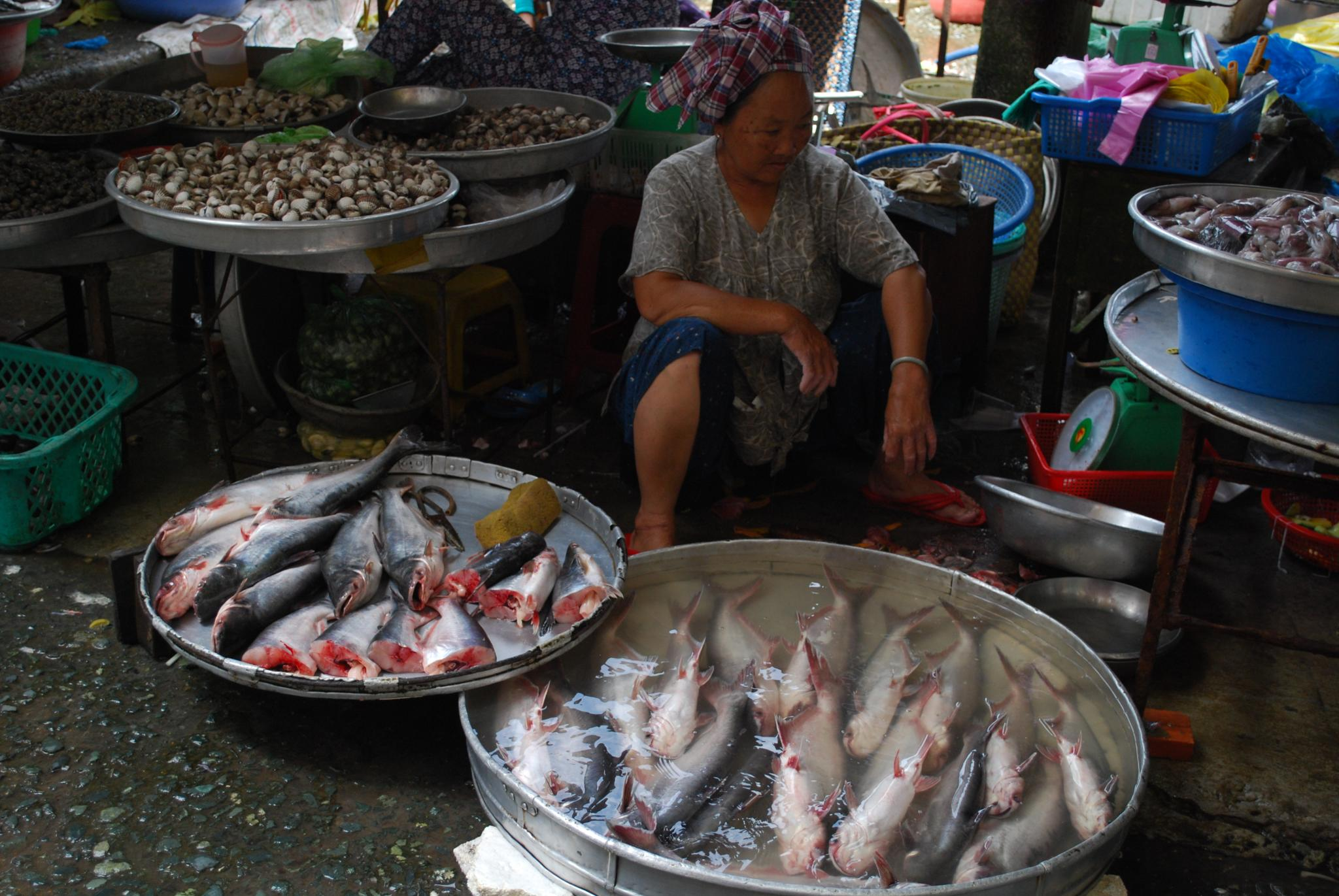
Les poissons des fleuves constituent avec le riz une des bases de l'alimentation. Vente de poissons-chats pangasius bocourti élevés en aquaculture ou pêchés dans le fleuve au marché de Vinh Long, delta du Mékong (Viêt Nam).

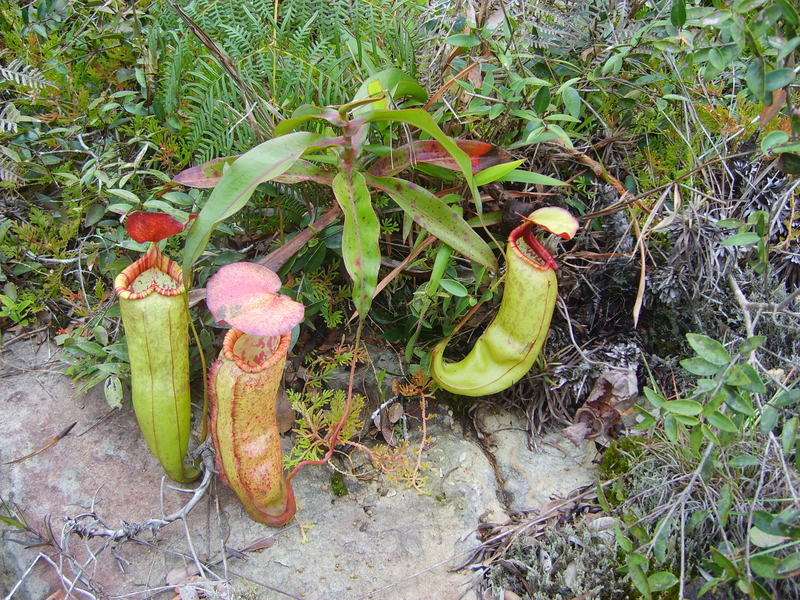
Nepenthes bokorensis.

On estime que le bassin du Mékong abrite 20 000 espèces de plantes, 1 200 espèces d'oiseaux (une centaine endémiques), près de 520 espèces de reptiles (deux cents endémiques), autour de 180 espèces d'amphibiens (cent cinquante endémiques), 430 espèces de mammifères (soixante-dix endémiques) et 1 300 espèces de poissons. Depuis 1997, des expéditions scientifiques ont permis de découvrir un grand nombre de nouvelles espèces. Ainsi, la première édition du rapport Greater Mekong édité par l'ONG WWF nous informe que, entre 1997 et 2007, les scientifiques ont découvert 1 068 espèces animales et végétales en dix ans : 519 plantes, 4 oiseaux, 46 lézards et 22 serpents, 4 tortues, 91 amphibiens, 15 mammifères, 279 poissons et 88 araignées. Parmi ces découvertes, on trouve l'araignée heteropoda maxima, peut-être la plus grande des araignées de la planète, et le kha-nyou, un petit rongeur d'un groupe d'espèces que l'on croyait éteint depuis près de dix millions d'années. Et depuis, ce sont plus de 1 700 autres espèces qui ont été nouvellement décrites. En 2009, ce sont 145 nouvelles espèces qui ont été répertoriées dont 96 plantes parmi lesquelles la plante carnivore géante nepenthes bokorensis, 26 espèces de poissons parmi lesquelles le danionella dracula, 10 espèces de reptiles (les geckos nocturnes cyrtodactylus cattienensis et cyrtodactylus erythrops, les geckos dixonius aaronbaueri et gekko russelltraini ainsi que les serpents calamaria abramovi, calamaria gialaiensis et calamaria sangi, colubroelaps nguyenvansangi, pareas nigriceps et protobothrops trungkhanhensis), 2 espèces d'oiseaux (bulbul hualon et pouillot calciatile), 6 espèces d'amphibiens (hylarana eschatia, leptolalax applebyi, odorrana geminata, quasipaa acanthophora, rhacophorus spelaeus et theloderma lateriticum) et 5 espèces de mammifères (trois espèces de musaraignes à dents blanches crocidura et deux espèces de chauves-souris murina eleryi et rhinolophus thailandensis). Pour la seule année 2010, pas moins de 208 espèces ont été découvertes, dont la plupart sont endémiques. Selon ce rapport, le travail de terrain a permis de découvrir, entre autres, un nouveau singe de la famille des rhinopithèques, 28 reptiles, dont un lézard exclusivement femelle capable de s'auto-reproduire et un gecko aux couleurs psychédéliques, un minuscule oiseau forestier vert et jaune, 7 grenouilles ainsi que 25 poissons. En 2011, 126 nouvelles espèces ont encore été découvertes et ainsi de suite,.
Bien que cette région soit l'une des plus riches du monde en biodiversité, elle n'en est pas moins menacée, notamment à cause de la disparition des habitats des espèces. Des projets d'infrastructures de grande envergure, comme le barrage de Xayaburi dans le nord du Laos, le barrage Pak Mun en Thaïlande et tous les autres barrages, font peser de lourdes menaces sur les écosystèmes. Néanmoins, parfois, certains de ces projets sont annulés ou suspendus : le Cambodge a par exemple suspendu jusqu'à au moins 2030 son projet d'immense barrage électrique de Sambor.

#### Poissons
Le Mékong est le fleuve qui a la plus grande biodiversité aquatique de la planète après l'Amazone : il y a plus de 1 100 espèces de poissons, ; en France métropolitaine, il y a environ 120 espèces de poissons d'eau douce dont 52 dans la Seine.
Ce fleuve abrite plus d'espèces de poissons géants que nul autre fleuve, notamment :
- la raie d'eau douce géante Himantura chaophraya : un spécimen péché le 28 janvier 2009 a été estimé entre 250 et 350 kg pour une longueur sans la queue de 2,01 sur 2,10 mètres ;

- le poisson-chat géant du Mékong[50] : le plus gros poisson de cette espèce péché en 2005 dans le Mékong pesait 293 kg ;
- le poisson-chat géant Pangasius sanitwongsei ;
- le plus grand des cyprinidés (famille des carpes, goujons…) Catlocarpio siamensis ;
- le grand poisson-chat Wallago attu ;
- etc.

Poissons géants du Mékong
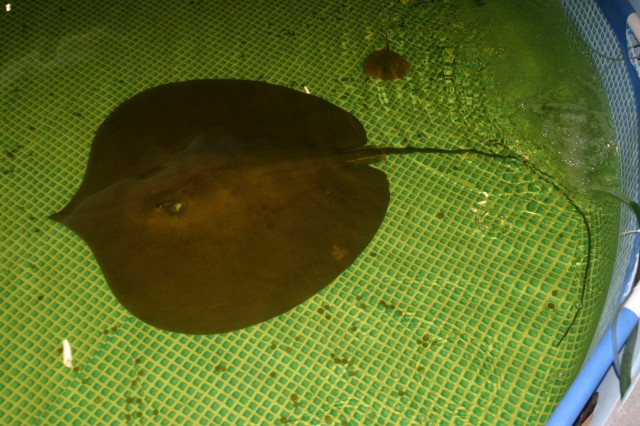
Raie Himantura Chaophraya (jusqu'à 2,4 m de diamètre et 600 kg).
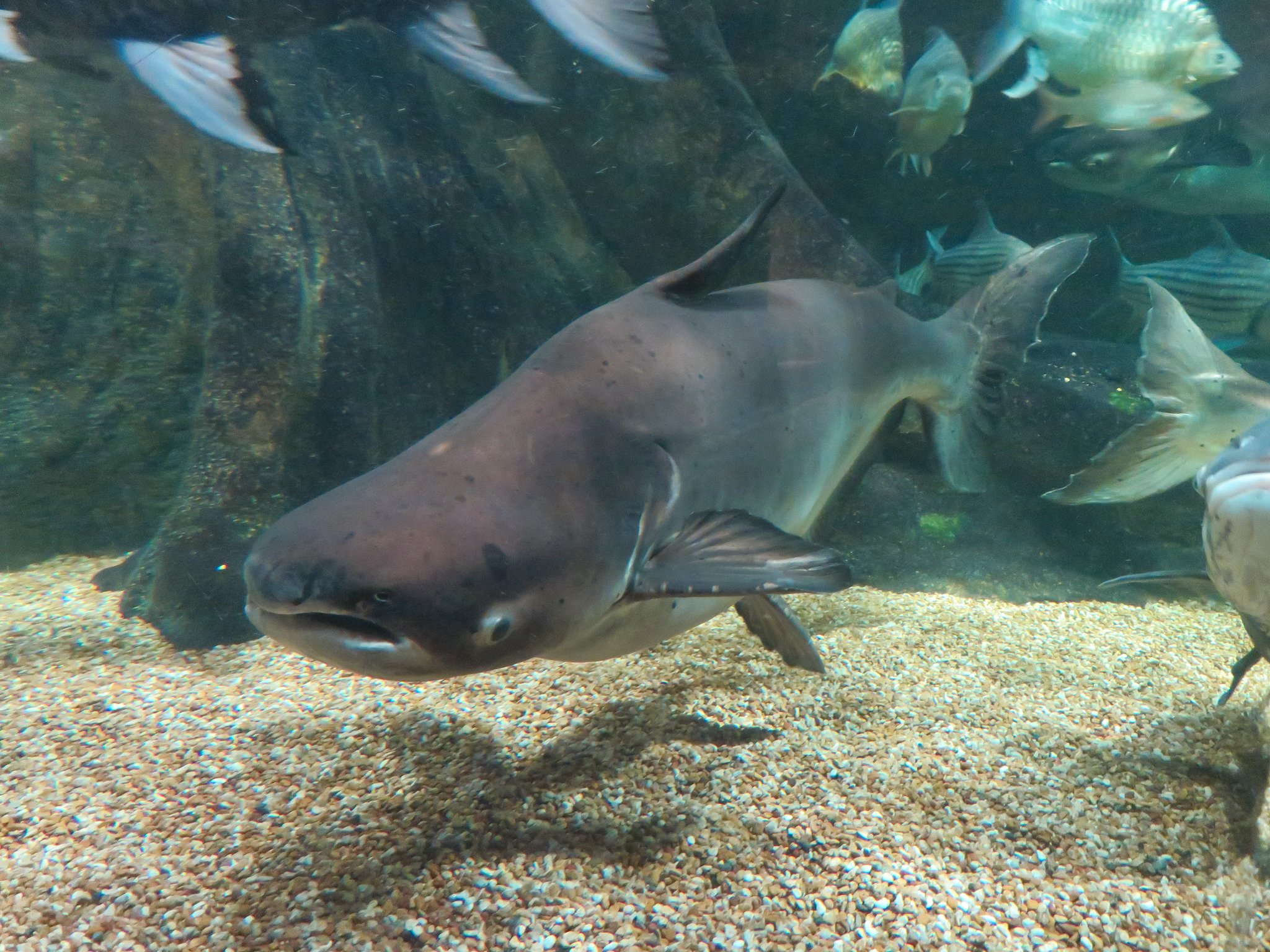
Poisson-chat géant du Mékong, endémique du fleuve Mékong (jusqu'à 3 m de long et 350 kg).
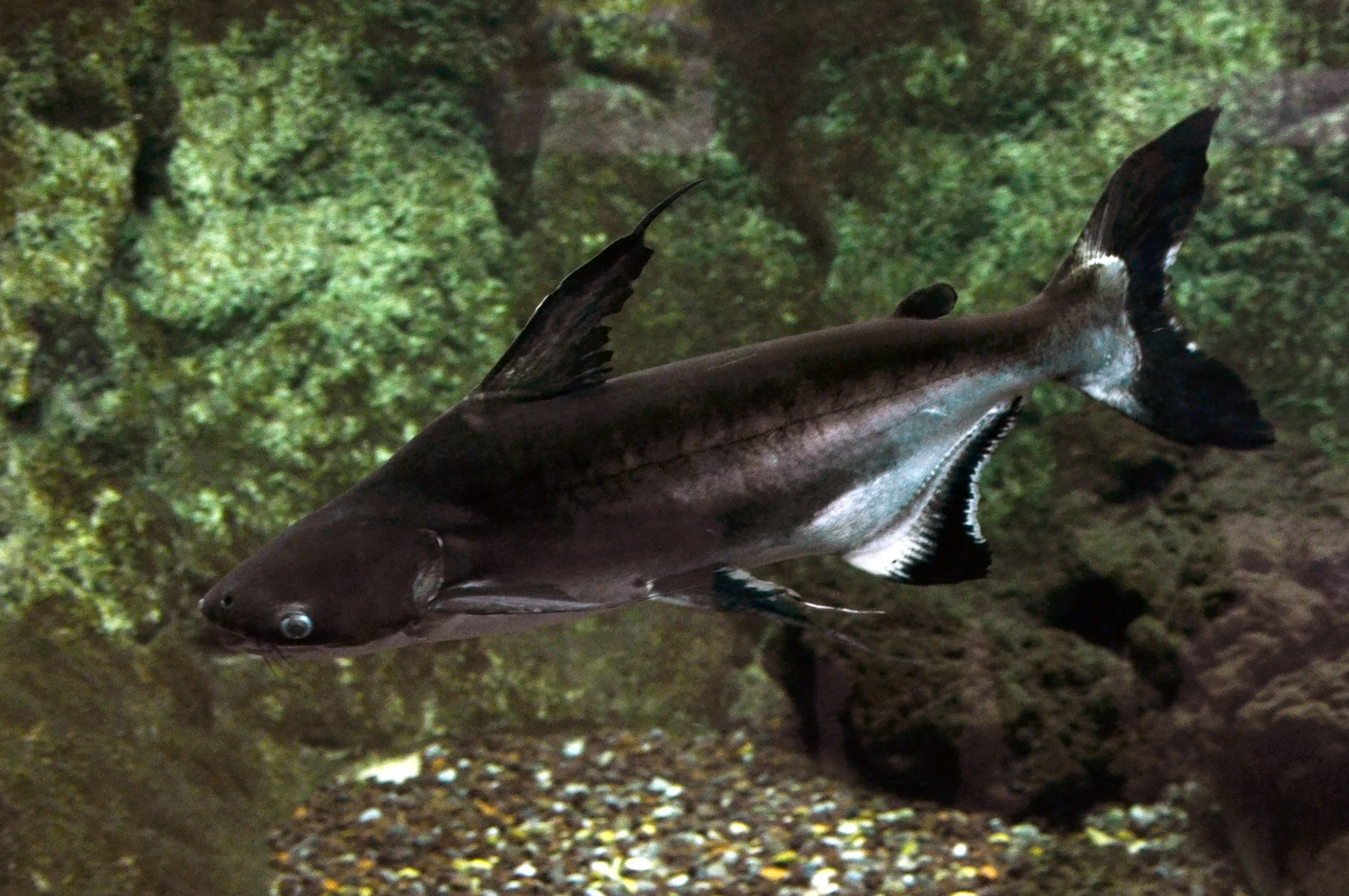
Pangasius sanitwongsei (jusqu'à 3 m de long et 300 kg).
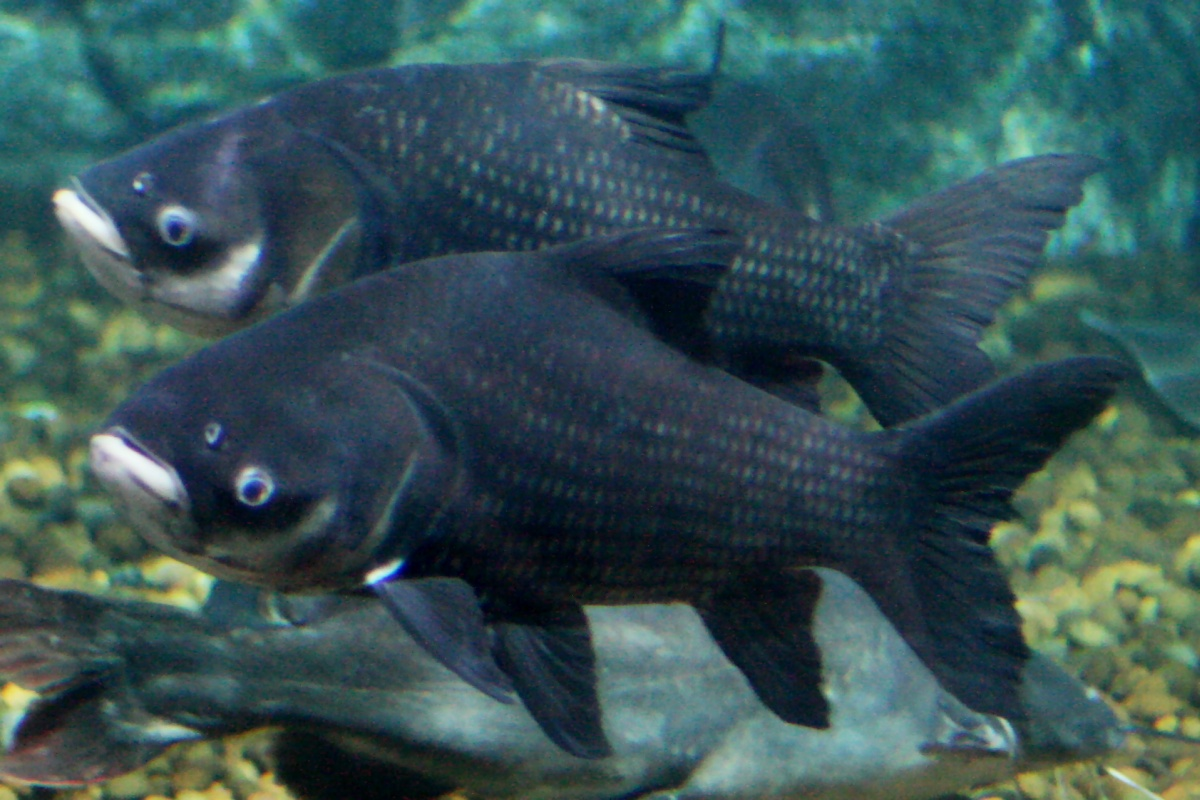
Catlocarpio siamensis (jusqu'à 3 m de long et 300 kg).
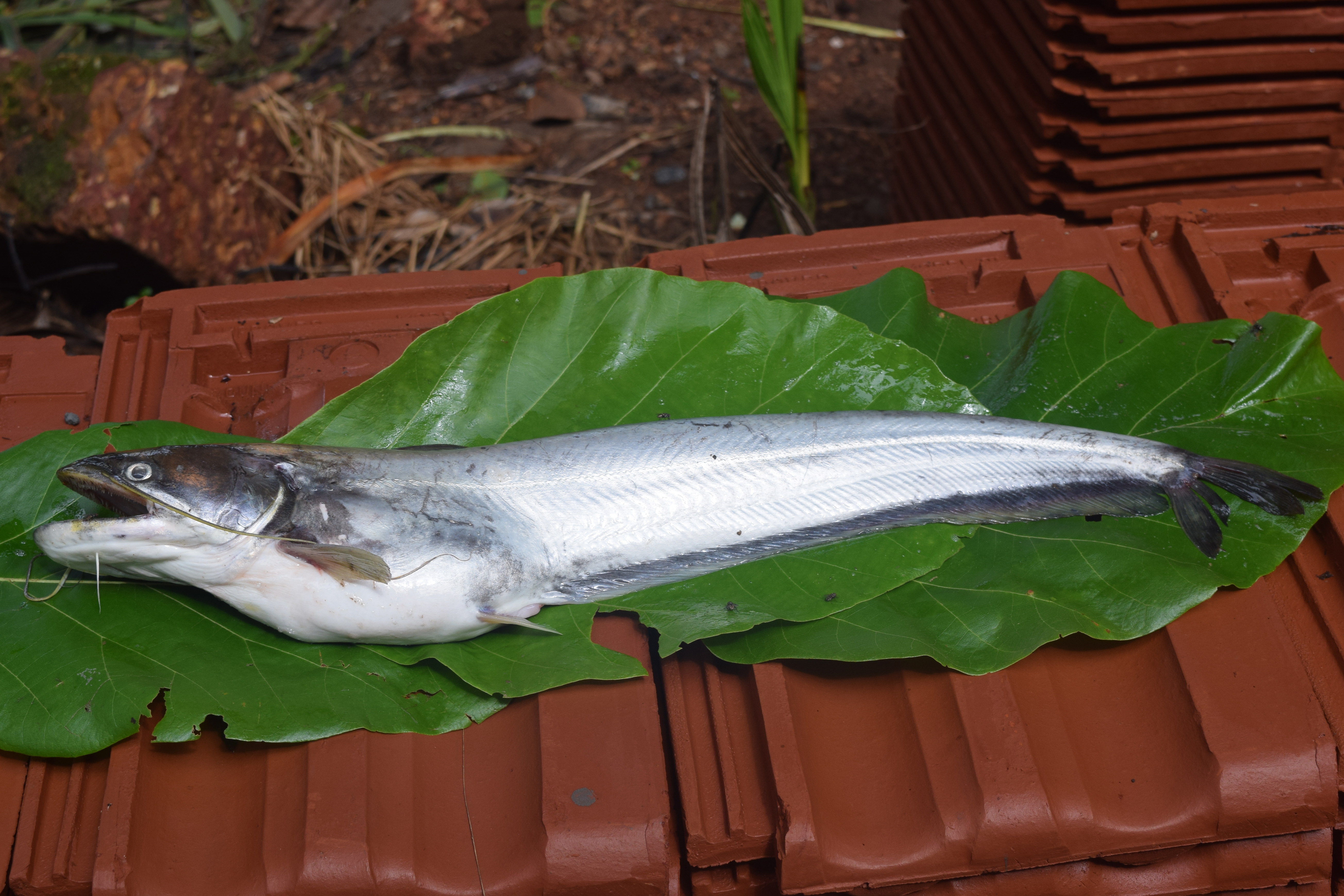
Wallago attu (jusqu'à 2,4 m et 100 kg).

On compte aussi près de 400 espèces de cyprinidés (en France métropolitaine, on dénombre entre 46 et 49 espèces de cyprinidés), : saumon-carpe géant aaptosyax grypus ; bangana behri ; barbonymus altus et barbeau de Java ; poisson rouge ; catla catla ; poisson géant catlocarpio siamensis ; cirrhinus corrohosus, cirrhinus jullieni, cirrhinus microepis, cirrhinus molitorella et cirrhinus prosemion ; crossocheilus atrilimes, mangeur d'algues siamois ou barbeau à raie noire crossocheilus oblongus et crossocheilus reticulus ; carpe amour ; carpe commune et cyprinus rubrofuscus ; epalzeorhynchos munensis ; esomus metallicus ; garra cambodgiensis et garra fasciacaudas ; carpe argentée et carpe à grosse tête ; labeo chrysophekadion, labeo pierrei, labeo rohita et labeo yunnanensis ; luciosoma bleekeri, luciosoma spilopleura et luciosoma setigerum ; goujon asiatique ; raiamas guttatus ; rasbora septentrionalis ; systomus orphroides et systomus rubripinnis ; tor sinensis, tor tambra et tor tambroides ; gourami trichogaster microlepis, etc.

Cyprinidés endémiques du Mékong
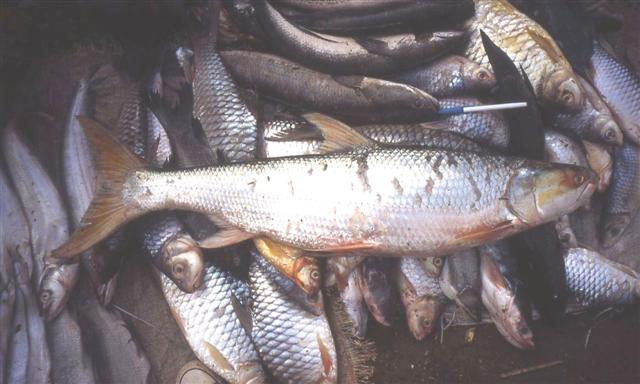
Saumon-carpe géant Aaptosyax grypus dans un marché laotien
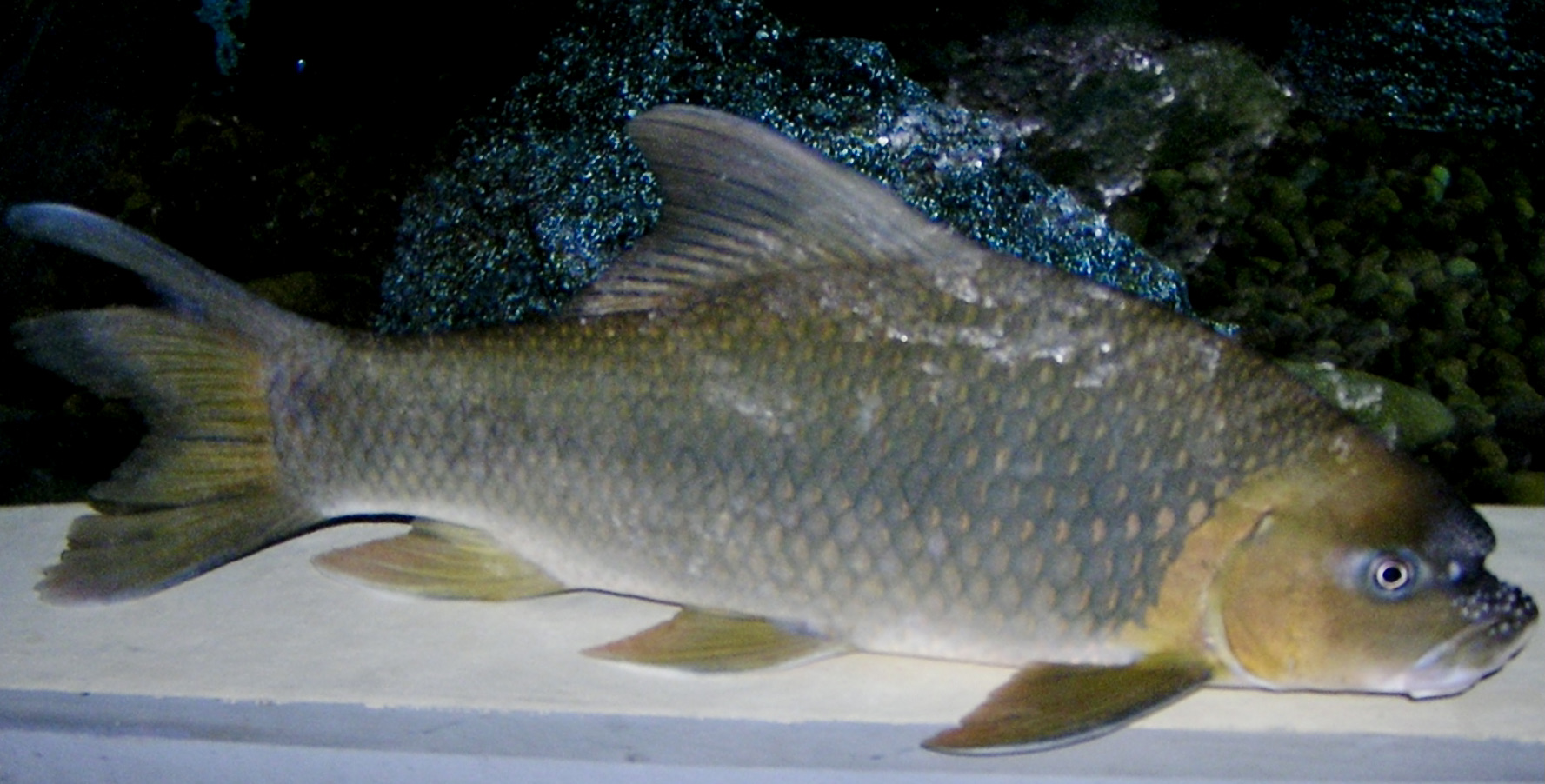
Bangana behri, endémique des fleuves Mékong, Chao Phraya et Salouen,
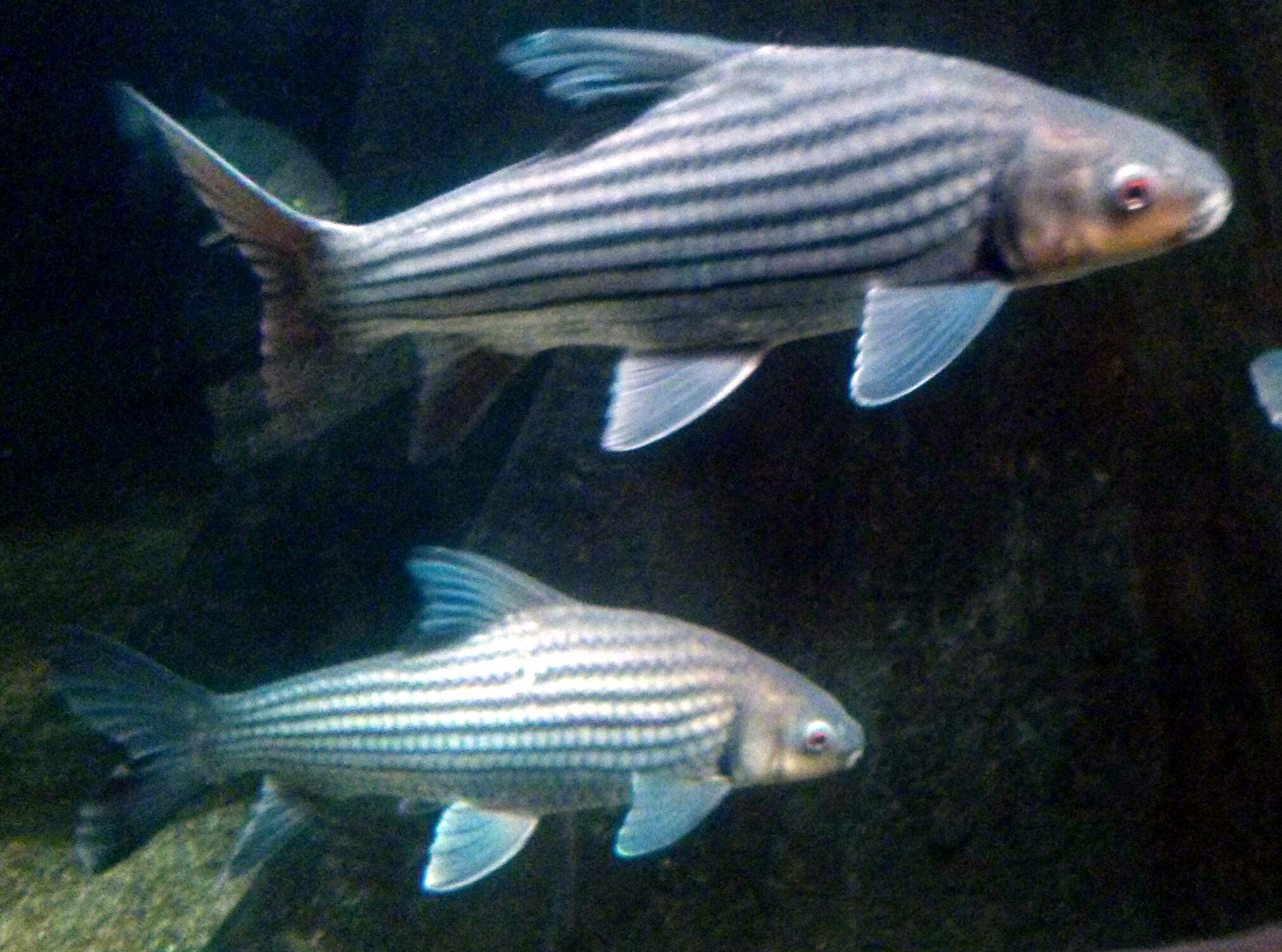
Barbeaux probarbus labeamajor
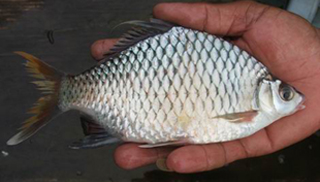
Scaphognathops bandanensis
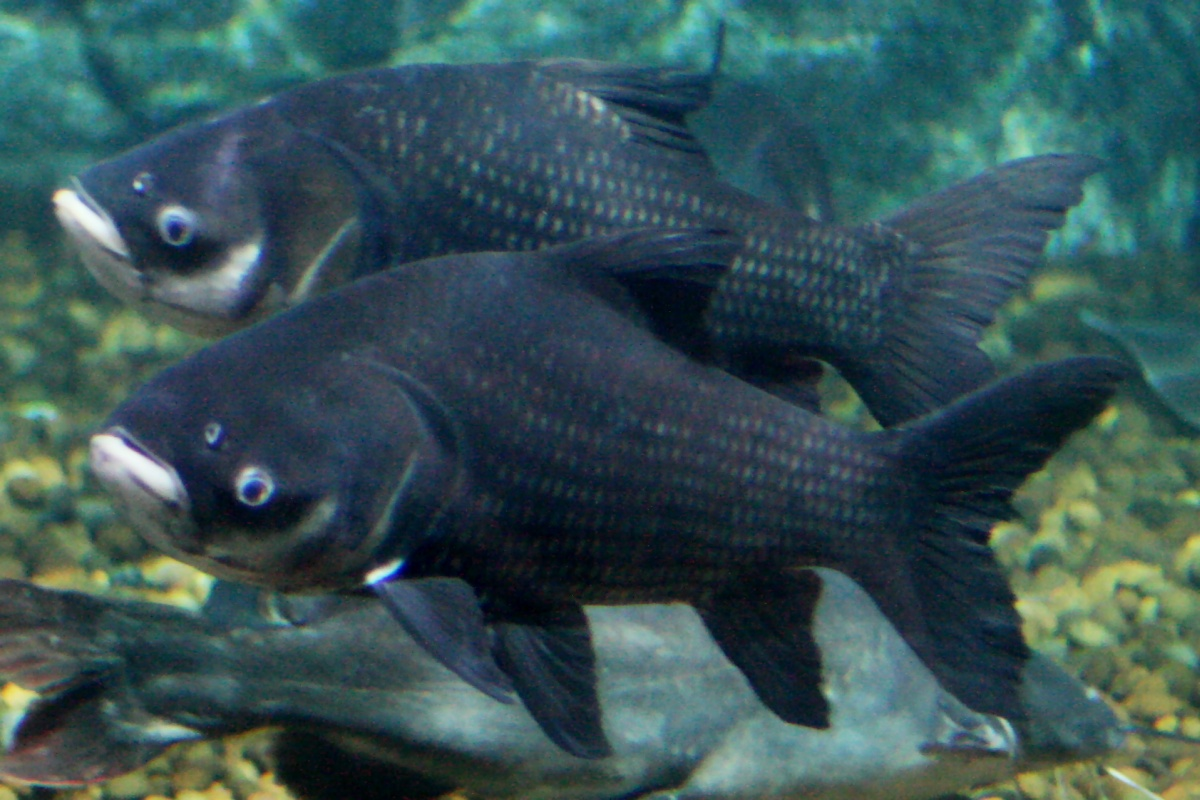
Catlocarpio siamensis, endémique des fleuves Mékong, Chao Phraya et Mae Klong

Il y a également près de 100 espèces de poissons-chats (en France métropolitaine, il y a deux espèces de poissons-chats, le poisson-chat commun et le silure glane), :
- des clariidae : poisson-chat africain clarias gariepinus ; clarias macrocephalus, clarias meladerma, clarias nieuhofii, etc. ;
- des pangasiidae : poisson-chat géant du Mékong et panga pangasianodon hypophthalmus ; pangasius bocourti, pangasius conchophilus, pangasius elongatis, pangasius krempfi, pangasius larnaudii, pangasius longibarbis, pangasius macronema et poisson-chat géant pangasius sanitwongsei, etc. ;
- des siluriadae : les poissons-chats au corps transparent kryptopterus cheveyi et kryptopterus cryptopterus ; le wallago attu et le wallago micropogon, etc. ;
- des sisoridae : les poissons-chats des eaux rapides bagarius bagarius, bagarius suchus et bagarius yarrelli, etc.

Poissons-chats endémiques du Mékong
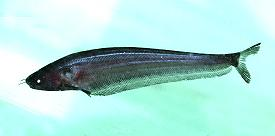
Hemisilurus mekongensis.
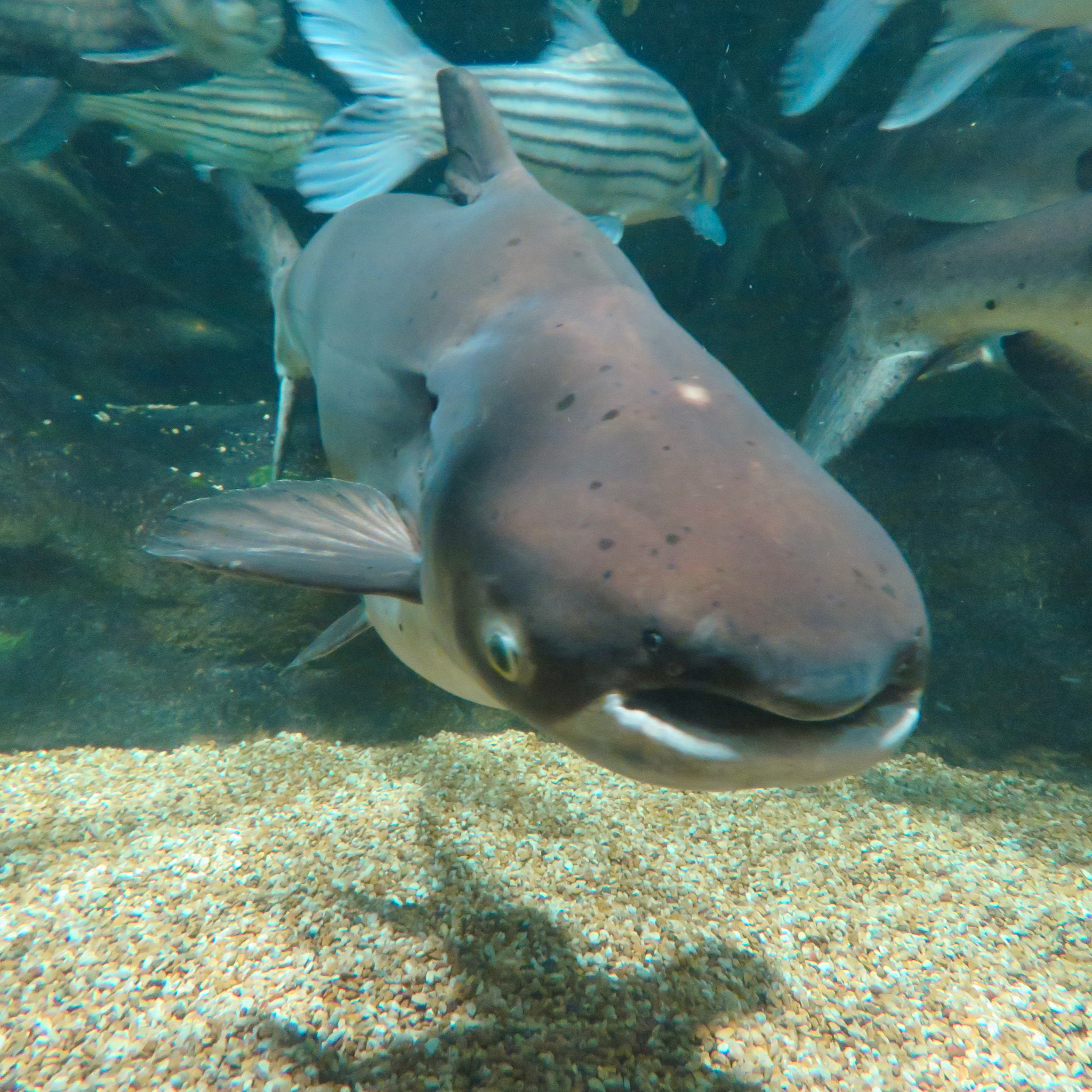
Poisson-chat géant du Mékong.
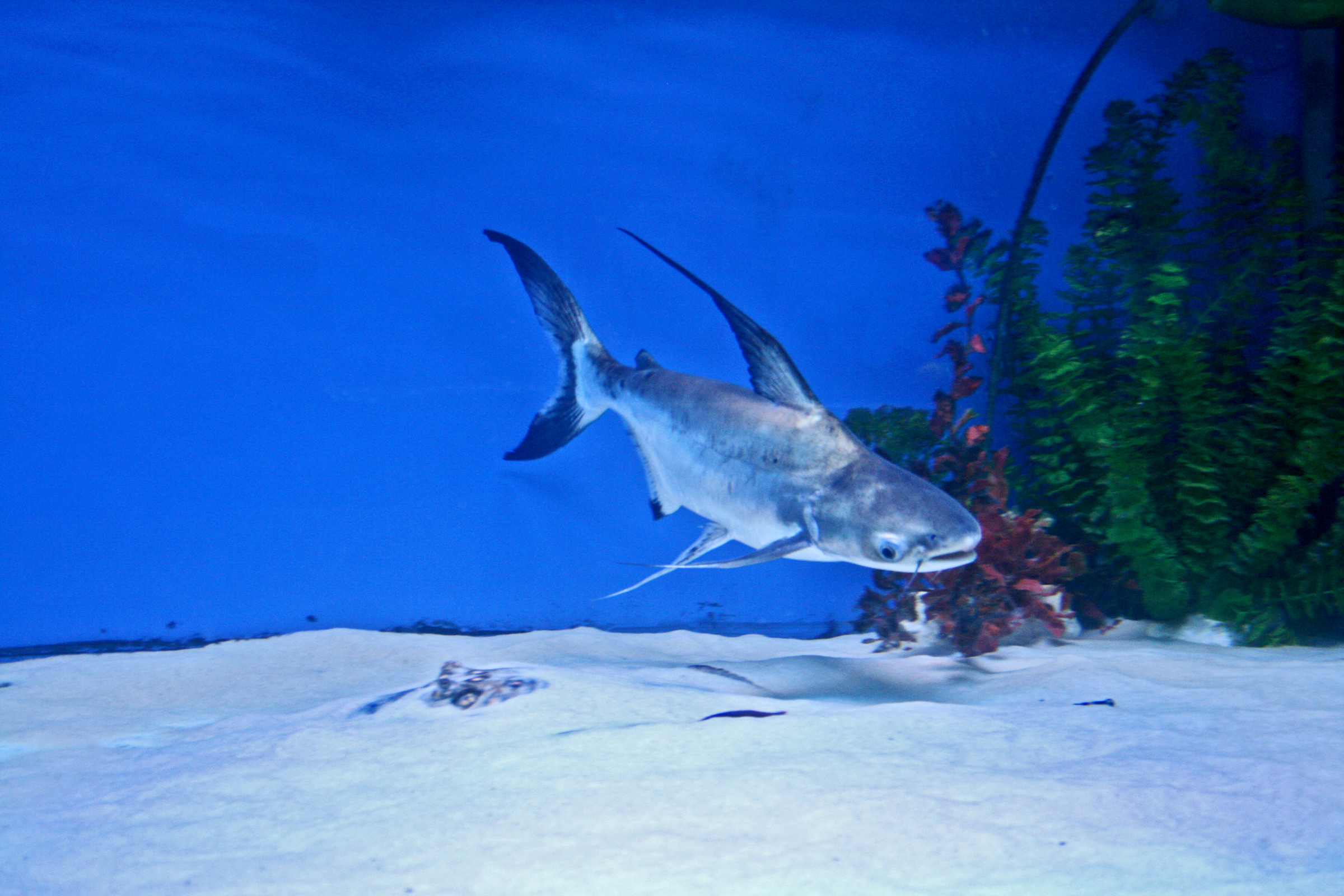
Pangasius sanitwongsei, endémique des fleuves Mékong et Chao Phraya.

On trouve enfin bien d'autres espèces :
- anabantidae : perche grimpeuse ;
- anguillidae : grande anguille marbrée et anguille bicolore, etc. ;
- ambassidae : parambassis siamensis, etc. ;
- badidae : badis ruber, etc. ;
- batrachoididae : allenbatrachus grunniens, etc. ;
- botidae : syncrossus beauforti et syncrossus helodes ; yasuhikotakia caudipunctua, yasuhikotakia eos, yasuhikotakia lecontei, yasuhikotakia modesta, yasuhikotakia morleti et yasuhikotakia splendida, etc. ;
- channidae : poissons à tête de serpent channa gachua, chana limbuta, channa lucius, channa melasoma, channa micropeltes et channa striata, etc. ;
- characidae : piaractus brachypomus, etc. ;
- cichlidae : tilapia du Mozambique, tilapia du Nil, etc. ;
- clupeidae : tenualosa thibaudeaui, etc. ;
- cobitidae : acantopsis dialuzona ; ambastaia nigrolineata et botia nain ; loche baromètre ;
- dasyatidae : raie dasyatis laosensis, etc. ; raies géantes himantura chaophraya et himantura polylepis, raies himantura imbricata, himantura oxyrhyncha et himantyra signifer, etc. ;
- eleotridae (gobie dormeur) : trichopodus microlepsis, trichopodus pectoralis (ou gourami peau de serpent) et gourami bleu ; gobie marbré et oxyleleotris urophthalamus, etc. ;
- gobiidae : gobies rhinogobius brunneus, rhinogobius flumineus, rhinogobius mekongianus et rhinogobius taenigena, etc. ;
- helostomadidae : gourami embrasseur ;
- latidae : barramundi, etc. ;
- mastacembelidae : les anguilles épineuses des marais mastacembelus armatus, mastacembelus favus, mastacembelus unicolor, etc. ; macrognathus circumcinctus, macrognathus semiocellatus et macrognathus siamensis, etc. ;
- megalopidae : tarpon indo-pacifique, etc. ;
- mugilidae : mugil cephalus, etc. ;
- notopteridés : notopterus notopterus, etc. ; poissons-couteau chitala blanci, chitala lopis et chitala ornata, etc. ;
- osphronemidae : poisson combattant et betta émeraude, etc. ; osphronemus goramy ; trichopsis pumila, etc. ;
- poeciliidae : guppy « sauvage » gambusie ; guppy et molly poecilia sphenops, etc. ;
- scatophagidae : pavillon tacheté ou argus vert, etc. ;

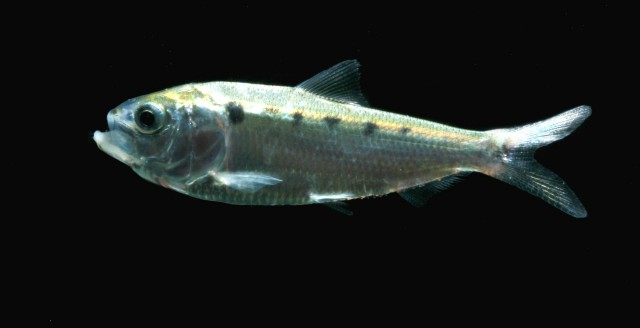
Poisson endémique du Mékong Tenualosa thibaudaui.

- symbrachidae : anguilles des marais monopterus albus et monopterus javanensis, etc. ;
- toxotidae : poisson-archer toxotes chatareus, etc.

#### Crevettes
Le Mékong est le berceau des crevettes d'eau douce géantes Macrobrachium rosenbergii et d'autres Macrobrachium.

#### Tortues
Dans le Mékong vit la tortue Amyda cartilaginea et la tortue géante à carapace molle.

#### Mammifères aquatiques
La population de dauphins d'eau douce de l'Irrawaddy du Mékong est en danger d'extinction : en 2017, cette espèce a complètement disparu du Laos et on n'en compte plus que 92 au Cambodge dans le Mékong.

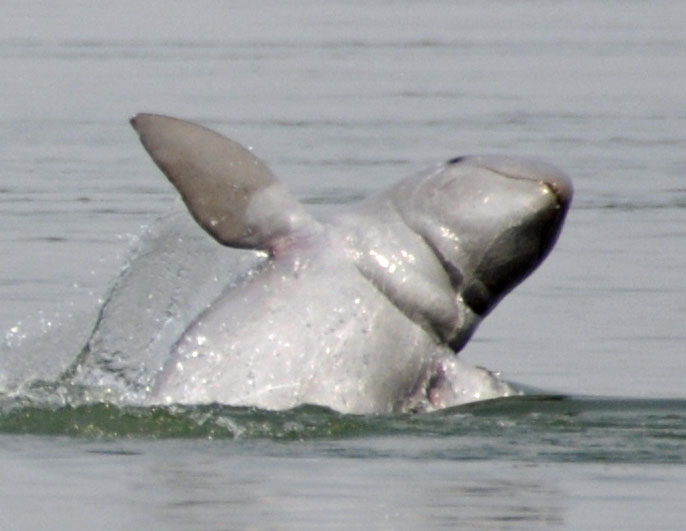
Dauphin de l'Irrawaddy.

#### Oiseaux

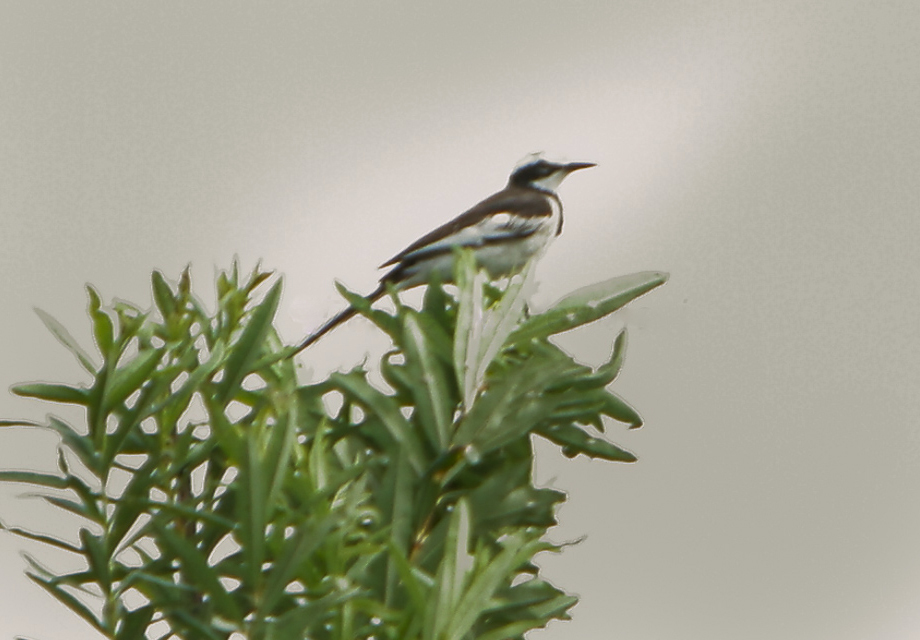
Bergeronnette du Mékong.

Parmi les centaines d'espèces d'oiseaux que l'on peut observer au bord du Mékong, on peut citer : la glaréole lactée (glareola lactea) ; le canard à bec tacheté (anas poecilorhyncha) ; le chevalier sylvain (tringa glaerola) ; le martin-pêcheur d'Europe (alcedo atthis) et le martin-chasseur de Smyrne (halcyon smyrnensis) ; le jacana à longue queue (hydrophasianus chirurgus) ; le vanneau pie (vannelus duvaucelli) et le vanneau indien (vannelus indicus) ainsi que le petit gravelot (charadrius dubius) ; l'échasse blanche (himantopus himantopus) ; le héron bubulcus coromandus ; l'énicure à dos noir (enicurus immaculatus) ; l'hirondelle paludicole (riparia paludicota) ; le crabier chinois (ardeola bacchus) ; le busard d'Orient (circus spilonotus) ; le dendrocygne siffleur (dendrocygnus javanica) ; la bergeronnette grise (motacilla alba), la bergeronnette du Mékong (motacilla somvaesnae) et la bergeronnette des ruisseaux (motacilla cinerea) ; la sterne de rivière (sterna aurantia) ; l'hirondelle à longs brins (hirundo smithii) ; le rossignol à gorge rubis (caliope pectoralis) et le tarier de Jerdon (saxicola jerdoni), etc..

#### Flore
Les bords du Mékong présentent une très grande biodiversité de plantes bien que la superficie forestière ait chuté de plus de 55 % dans les années 1970 à 34 % aujourd'hui.
Ces plantes sont souvent utilisées en cuisine, en médecine ou en alimentation pour le bétail.
Il y a par exemple : 
- des arbres de 10 m de haut et plus comme le moringa (thaï : ต้น มะรุม), le ricin commun (ละหุ่ง ou หุ่งเทศน้า), le tamarin d'Inde (มะขามเทศ), le prunier mombin (มะกอก ou มะกอกป่า), le jamelonier (ต้น หว้า น้ำ) ;
- des arbustes et apparentés comme l'acanthus ebracteatus (ต้น เหงือกปลาหมอ), le sambong (หนาด ou หนาดใหญ่ ou หนาดหลวง), le mimosa pigra (ไมยราบยักษ์), le bananier musa balbisiana (ต้น กล้วย ตานี) du groupe ABB (), le dattier du Mékong (ปาล์มสิบสองปันนา) ;
- des plantes herbacées comme le liseron d'eau ou patate aquatique (ผักบุ้ง) et la jacinthe d'eau (ผักตบชวา), la sensitive ou mimosa pudique (ไมยราบ), la passiflore fétide (กะทกรก), la cleome viscosa (ผักเสี้ยนผี), le crinum lys (พลับพลึง), le souchet rond (หญ้า แห้วหมู), la canne à sucre fourragère (หญ้า เลา) et le vétiver (หญ้า แฝก ou หญ้า แฝก น้ำ), etc.

### Autres
Des boules de lumière montant vers la surface du fleuve peuvent être observées près de Vientiane et Nong Khai ; elles sont parfois appelées boules de feu des Nâgas. Les indigènes attribuent ce phénomène aux Phaya Naga, les dragons du fleuve.

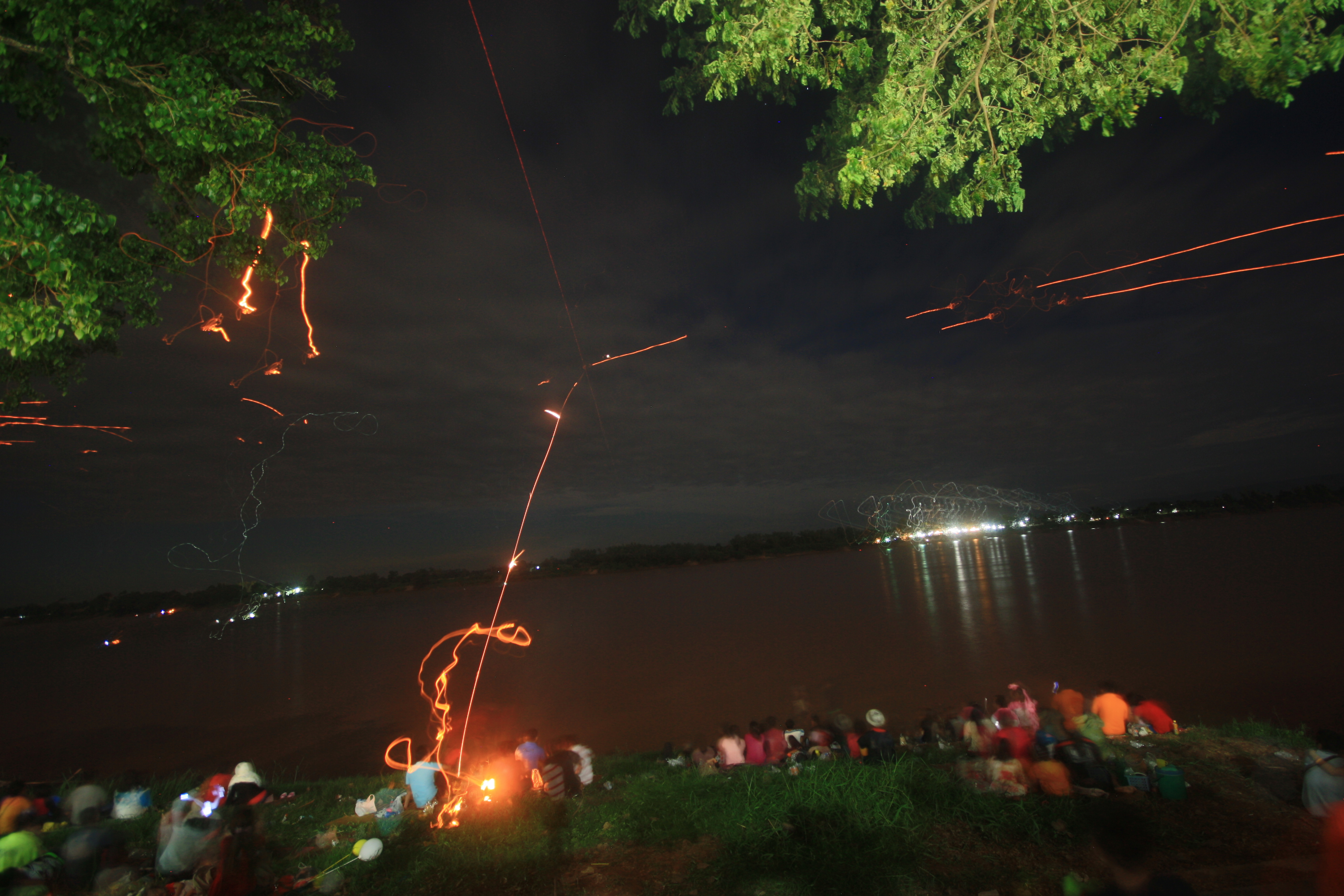
Boules de feu des Nâgas.

Le niveau du fleuve à marée basse au Cambodge est plus bas que la marée haute en mer. Les courants du Mékong s'inversent avec les marées sur sa longueur au Viêt Nam et jusqu'à Phnom Penh. Le très plat delta du Mékong au Viêt Nam est donc très sensible aux inondations, en particulier les provinces d'An Giang et de Dong Thap, près de la frontière avec le Cambodge.
Près de Luang Prabang, les boues du Mékong recèlent de l'or.

## Dans la culture populaire
Dans l'argot militaire français, « remonter le Mékong » signifie se remémorer, avec un camarade, des souvenirs anciens, des expériences communes, que les plus jeunes ne peuvent pas connaître. Cette expression date de la guerre d'Indochine (1946-1954).
Le Mékong, comme le Nil, l'Amazone, le Mississippi, le Yangzi Jiang et le fleuve jaune, le Rhin et le Danube… est un des grands fleuves très présents dans la culture populaire.

Par exemple, il inspire et sert de cadre aux cinéastes thaïlandais Jira Maligool dans sa comédie Mekhong Full Moon Party de 2002 et Apichatpong Weerasethakul dans son moyen métrage Mekong Hotel de 2012 ; par ailleurs, pour les touristes, une croisière sur le Mékong est une destination romantique très prisée.

Croisière sur le Mékong
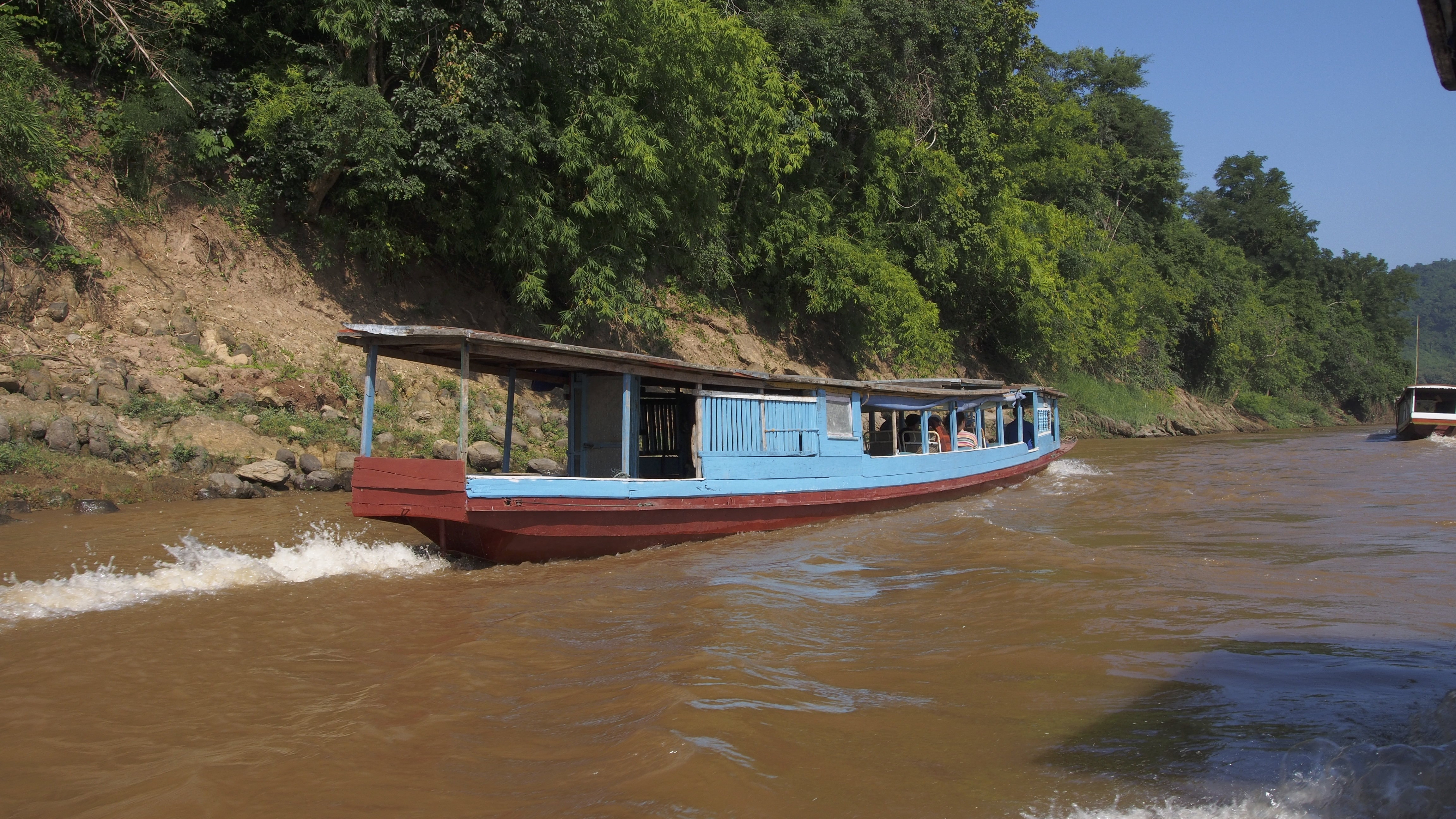
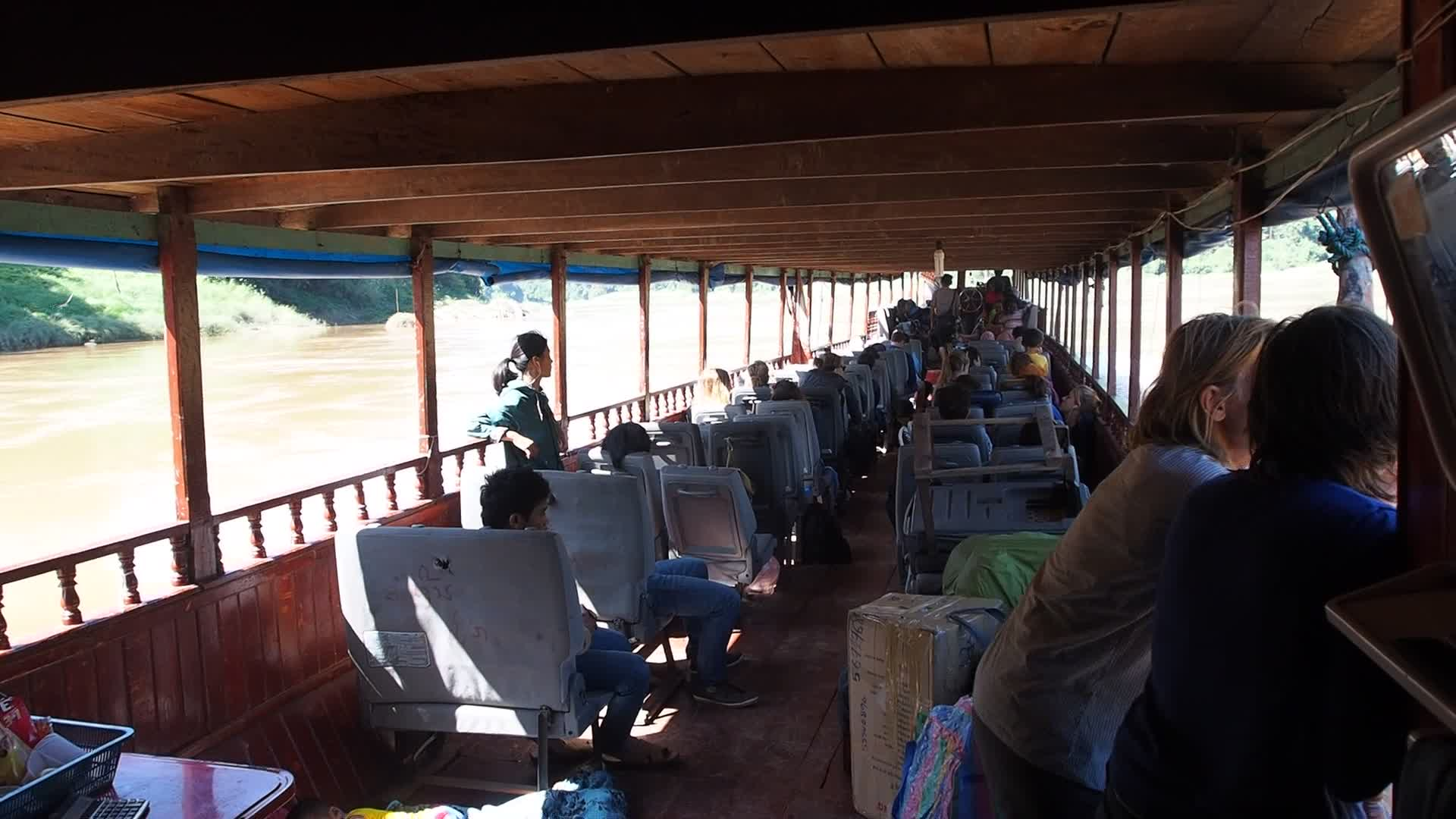
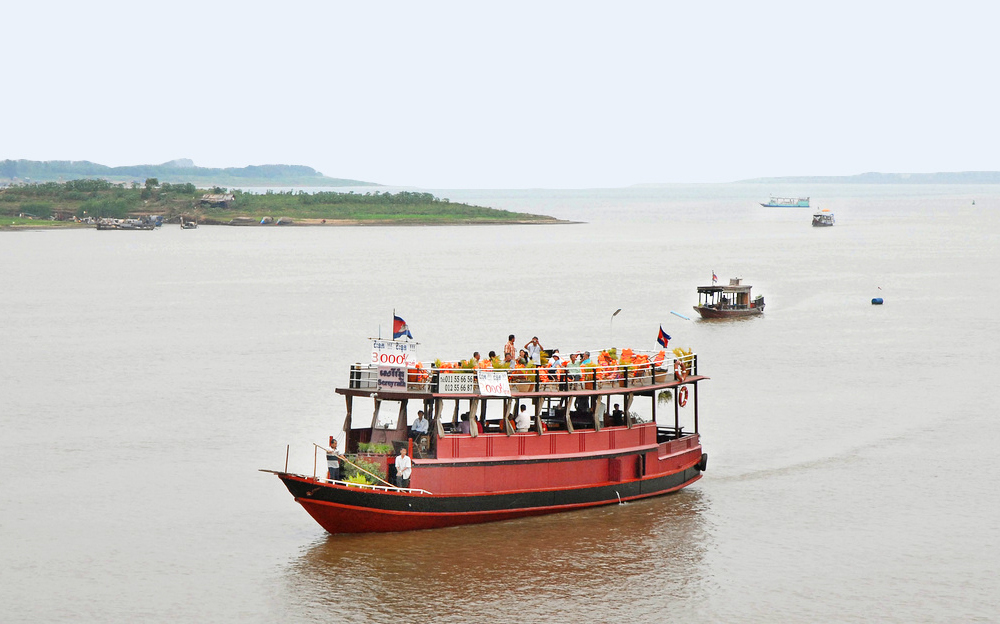
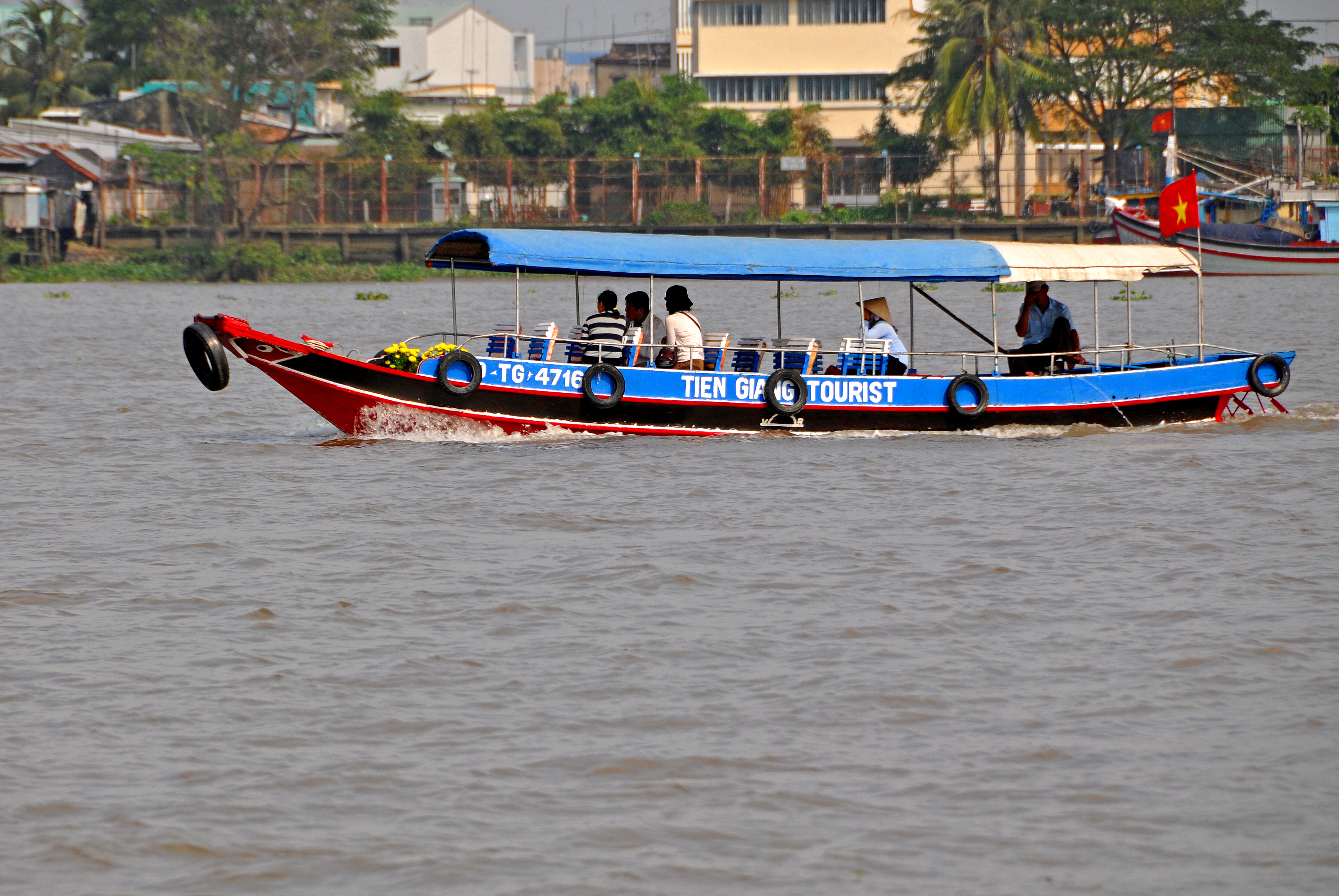
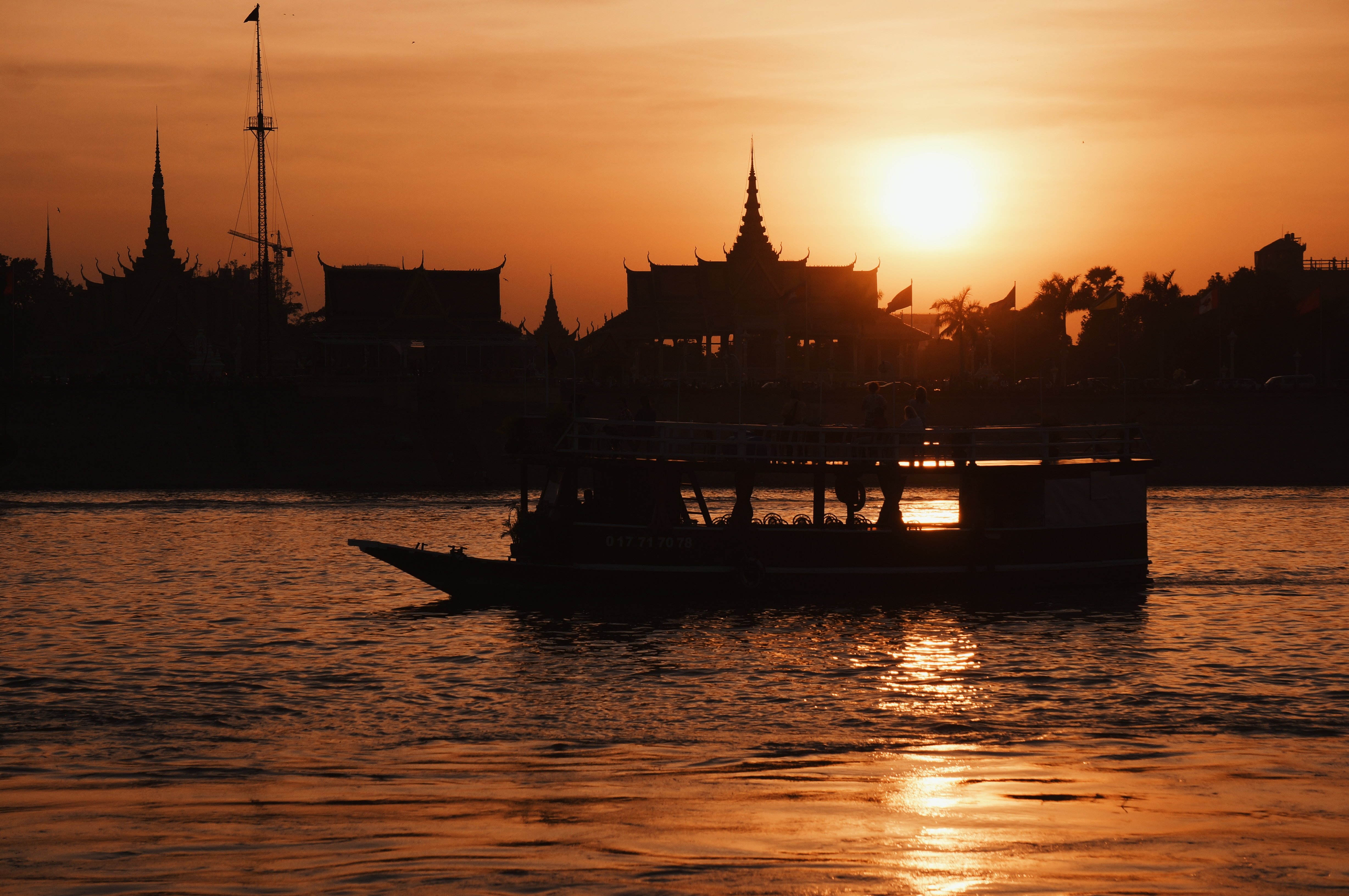